# Academia Estadounidense de las Artes y las Letras
La Academia Estadounidense de las Artes y las Letras (American Academy of Arts and Letters) es una institución artística que apoya la literatura, música, y arte estadounidenses.
Su lema es: «acoge, asiste y sostiene la excelencia».
La academia fue fundada en 1904 y en 2007 tenía 250 miembros.

## Miembros
La siguiente Tabla recoge todos los miembros desde la fundación, ordenados por el año de su nombramiento. Aparecen sombreados los miembros fallecidos.
| º    |      |       | |            |
| ---- | ---- | ----- | --- | ---------- |
| Año  | Nac. | Fall. | Académico                                                                                               | Disc.*     |
| 1898 | 1852 | 1911  | Edwin Austin Abbey                                                                                      | P          |
| 1898 | 1855 | 1903  | Alfred Q. Collins                                                                                       |            |
| 1898 | 1848 | 1936  | Edwin Howland Blashfield                                                                                |            |
| 1898 | 1848 | 1907  | Augustus Saint-Gaudens                                                                                  |            |
| 1898 | 1857 | 1923  | Edward C. Potter                                                                                        |            |
| 1898 | 1858 | 1945  | Herbert Adams                                                                                           | E          |
| 1898 | 1851 | 1914  | Charles Sprague Pearce                                                                                  |            |
| 1898 | 1866 | 1938  | Bancel LaFarge                                                                                          |            |
| 1898 | 1858 | 1938  | Horatio Walker                                                                                          |            |
| 1898 | 1853 | 1942  | F. Wellington Ruckstull                                                                                 |            |
| 1898 | 1853 | 1902  | John H. Twachtman                                                                                       |            |
| 1898 | 1830 | 1902  | Albert Bierstadt                                                                                        | P          |
| 1898 | 1863 | 1937  | Frederick MacMonnies                                                                                    |            |
| 1898 | 1853 | 1929  | William T. Dannat                                                                                       |            |
| 1898 | 1848 | 1919  | Frank Duveneck                                                                                          |            |
| 1898 | 1823 | 1903  | Thomas W. Wood                                                                                          |            |
| 1898 | 1857 | 1903  | Robert Frederick Blum                                                                                   |            |
| 1898 | 1847 | 1909  | Charles Follen McKim                                                                                    | A          |
| 1898 | 1849 | 1909  | Francis Lathrop                                                                                         |            |
| 1898 | 1855 | 1941  | George de Forest Brush                                                                                  |            |
| 1898 | 1856 | 1915  | John White Alexander                                                                                    |            |
| 1898 | 1840 | 1916  | William Gedney Bunce                                                                                    |            |
| 1898 | 1853 | 1930  | Alexander Harrison                                                                                      |            |
| 1898 | 1856 | 1919  | Kenyon Cox                                                                                              |            |
| 1898 | 1836 | 1923  | Elihu Vedder                                                                                            |            |
| 1898 | 1861 | 1909  | Frederic Remington                                                                                      |            |
| 1898 | 1862 | 1929  | Robert Reid                                                                                             |            |
| 1898 | 1845 | 1908  | Benjamin C. Porter                                                                                      |            |
| 1898 | 1852 | 1917  | J. Carroll Beckwith                                                                                     |            |
| 1898 | 1859 | 1935  | Childe Hassam                                                                                           |            |
| 1898 | 1858 | 1928  | H. Siddons Mowbray                                                                                      |            |
| 1898 | 1849 | 1916  | William Merritt Chase                                                                                   |            |
| 1898 | 1846 | 1911  | Frederick P. Vinton                                                                                     |            |
| 1898 | 1860 | 1932  | Gari Melchers                                                                                           |            |
| 1898 | 1867 | 1944  | Charles Dana Gibson                                                                                     |            |
| 1898 | 1856 | 1937  | Walter Gay                                                                                              |            |
| 1898 | 1852 | 1919  | J. Alden Weir                                                                                           |            |
| 1898 | 1852 | 1911  | Howard Pyle                                                                                             |            |
| 1898 | 1850 | 1931  | Daniel Chester French                                                                                   |            |
| 1898 | 1854 | 1915  | Eliot Gregory                                                                                           |            |
| 1898 | 1843 | 1929  | Henry Oliver Walker                                                                                     |            |
| 1898 | 1849 | 1921  | Abbott Handerson Thayer                                                                                 |            |
| 1898 | 1835 | 1910  | John LaFarge                                                                                            | P          |
| 1898 | 1852 | 1931  | Edward E. Simmons                                                                                       |            |
| 1902 | 1830 | 1910  | John Quincy Adams Ward                                                                                  |            |
| 1905 | 1836 | 1910  | Winslow Homer                                                                                           | P          |
| 1905 | 1870 | 1966  | Maxfield Parrish                                                                                        | P          |
| 1905 | 1856 | 1925  | John Singer Sargent                                                                                     | P          |
| 1906 | 1860 | 1936  | Lorado Taft                                                                                             |            |
| 1906 | 1859 | 1934  | Cass Gilbert                                                                                            |            |
| 1906 | 1846 | 1912  | Daniel Hudson Burnham                                                                                   |            |
| 1906 | 1860 | 1929  | Thomas Hastings                                                                                         |            |
| 1906 | 1853 | 1906  | Stanford White                                                                                          |            |
| 1907 | 1836 | 1915  | George F. Babb                                                                                          |            |
| 1908 | 1846 | 1912  | Francis Davis Millet                                                                                    |            |
| 1908 | 1865 | 1925  | Paul Wayland Bartlett                                                                                   |            |
| 1908 | 1852 | 1926  | Ben Foster                                                                                              |            |
| 1908 | 1846 | 1929  | William H. Howe                                                                                         |            |
| 1908 | 1838 | 1913  | George Brown Post                                                                                       |            |
| 1908 | 1860 | 1943  | Walter MacEwen                                                                                          |            |
| 1908 | 1853 | 1932  | Will H. Low                                                                                             |            |
| 1908 | 1866 | 1909  | Louis Loeb                                                                                              |            |
| 1908 | 1869 | 1938  | William Sergeant Kendall                                                                                |            |
| 1908 | 1855 | 1914  | Samuel Isham                                                                                            |            |
| 1908 | 1846 | 1916  | Walter Cook                                                                                             |            |
| 1908 | 1862 | 1938  | Edmund C. Tarbell                                                                                       |            |
| 1908 | 1846 | 1928  | William Rutherford Mead                                                                                 |            |
| 1908 | 1866 | 1946  | Jules Guerin                                                                                            |            |
| 1908 | 1865 | 1929  | Robert Henri                                                                                            |            |
| 1908 | 1867 | 1944  | W. Elmer Scholfied                                                                                      |            |
| 1908 | 1862 | 1950  | A. Phimister Proctor                                                                                    |            |
| 1908 | 1854 | 1929  | Birge Harrison                                                                                          |            |
| 1908 | 1869 | 1965  | Edward W. Redfield                                                                                      |            |
| 1908 | 1845 | 1918  | Frederic Crowninshield                                                                                  |            |
| 1908 | 1847 | 1918  | Henry J. Hardenbergh                                                                                    |            |
| 1908 | 1848 | 1927  | H. Bolton Jones                                                                                         |            |
| 1908 | 1861 | 1933  | Charles Adams Platt                                                                                     |            |
| 1908 | 1857 | 1932  | Francis C. Jones                                                                                        |            |
| 1908 | 1866 | 1947  | Hermon A. MacNeil                                                                                       |            |
| 1908 | 1864 | 1943  | Whitney Warren                                                                                          |            |
| 1908 | 1865 | 1919  | Richard E. Brooks                                                                                       |            |
| 1908 | 1861 | 1933  | Lionel Walden                                                                                           |            |
| 1908 | 1853 | 1932  | Emil Carlsen                                                                                            |            |
| 1908 | 1862 | 1929  | Charles Grafly                                                                                          |            |
| 1908 | 1858 | 1920  | William T. Smedley                                                                                      |            |
| 1908 | 1848 | 1925  | Dwight W. Tryon                                                                                         |            |
| 1908 | 1858 | 1911  | John M. Carrere                                                                                         |            |
| 1908 | 1861 | 1918  | Frank Miles Day                                                                                         |            |
| 1908 | 1858 | 1923  | Joseph R. De Camp                                                                                       |            |
| 1908 | 1864 | 1931  | John Galen Howard                                                                                       |            |
| 1908 | 1879 | 1956  | Hugo Ballin                                                                                             |            |
| 1908 | 1845 | 1917  | Robert Swain Peabody                                                                                    |            |
| 1908 | 1838 | 1909  | Walter Shirlaw                                                                                          |            |
| 1908 | 1847 | 1917  | Albert Pinkham Ryder                                                                                    |            |
| 1908 | 1863 | 1938  | George Gray Barnard                                                                                     |            |
| 1908 | 1858 | 1925  | Willard Leroy Metcalf                                                                                   |            |
| 1908 | 1854 | 1934  | Leonard Ochtman                                                                                         |            |
| 1908 | 1858 | 1936  | Carl Marr                                                                                               |            |
| 1908 | 1849 | 1937  | Charles Melville Dewey                                                                                  |            |
| 1908 | 1857 | 1926  | Joseph Pennell                                                                                          |            |
| 1908 | 1851 | 1938  | Thomas W. Dewing                                                                                        |            |
| 1908 | 1861 | 1948  | Irving R. Wiles                                                                                         |            |
| 1908 | 1847 | 1935  | Frederick Dielman                                                                                       |            |
| 1908 | 1852 | 1931  | Timothy Cole                                                                                            |            |
| 1908 | 1877 | 1947  | Paul Dougherty                                                                                          |            |
| 1909 | 1854 | 1932  | Glenn Brown                                                                                             |            |
| 1910 | 1867 | 1915  | Karl Bitter                                                                                             |            |
| 1910 | 1871 | 1922  | Henry M. Shrady                                                                                         |            |
| 1910 | 1854 | 1941  | John M. Donaldson                                                                                       |            |
| 1910 | 1870 | 1952  | Adolph A. Weinman                                                                                       |            |
| 1910 | 1867 | 1917  | Bela L. Pratt                                                                                           |            |
| 1910 | 1872 | 1944  | Frederick G. R. Roth                                                                                    |            |
| 1911 | 1868 | 1959  | John Mead Howells                                                                                       |            |
| 1911 | 1862 | 1951  | Frank W. Benson                                                                                         |            |
| 1912 | 1857 | 1939  | Irving Kane Pond                                                                                        |            |
| 1912 | 1868 | 1925  | Albert Jaegers                                                                                          |            |
| 1912 | 1861 | 1942  | Ralph Clarkson                                                                                          |            |
| 1912 | 1873 | 1961  | Louis Betts                                                                                             |            |
| 1913 | 1866 | 1924  | Henry Bacon                                                                                             |            |
| 1913 | 1857 | 1925  | Arnold W. Brunner                                                                                       |            |
| 1914 | 1865 | 1930  | Gardner Symons                                                                                          |            |
| 1914 | 1856 | 1941  | William Mitchell Kendall                                                                                |            |
| 1915 | 1863 | 1942  | Ralph Adams Cram                                                                                        |            |
| 1915 | 1878 | 1949  | Robert Ingersoll Aitken                                                                                 |            |
| 1915 | 1876 | 1953  | James Earle Fraser                                                                                      |            |
| 1915 | 1862 | 1925  | S. Breck P. Trowbridge                                                                                  |            |
| 1915 | 1869 | 1924  | Bertram G. Goodhue                                                                                      | A          |
| 1916 | 1873 | 1953  | Frederic Clay Bartlett                                                                                  |            |
| 1916 | 1855 | 1935  | Charles H. Niehaus                                                                                      |            |
| 1916 | 1856 | 1934  | Howard Russell Butler                                                                                   |            |
| 1916 | 1870 | 1945  | Stirling Calder                                                                                         |            |
| 1916 | 1861 | 1944  | Cyrus Dallin                                                                                            |            |
| 1916 | 1874 | 1937  | John Russell Pope                                                                                       |            |
| 1918 | 1873 | 1939  | Ernest Lawson                                                                                           |            |
| 1918 | 1870 | 1957  | Frederick Law Olmsted                                                                                   |            |
| 1918 | 1865 | 1951  | Frank V. DuMond                                                                                         |            |
| 1918 | 1882 | 1925  | George Wesley Bellows                                                                                   |            |
| 1918 | 1881 | 1956  | Chester Beach                                                                                           |            |
| 1918 | 1856 | 1935  | Douglas Volk                                                                                            |            |
| 1920 | 1872 | 1930  | Charles W. Hawthorne                                                                                    |            |
| 1920 | 1868 | 1929  | Edmond T. Quinn                                                                                         |            |
| 1920 | 1881 | 1962  | Barry Faulkner                                                                                          |            |
| 1920 | 1885 | 1966  | Paul Manship                                                                                            |            |
| 1922 | 1874 | 1941  | Andrew O'Connor                                                                                         |            |
| 1923 | 1879 | 1956  | Gifford Beal                                                                                            |            |
| 1923 | 1861 | 1935  | Walter Griffin                                                                                          |            |
| 1923 | 1865 | 1952  | John Flanagan                                                                                           |            |
| 1924 | 1879 | 1947  | Edward McCartan                                                                                         |            |
| 1925 | 1869 | 1950  | George Wharton Edwards                                                                                  |            |
| 1926 | 1878 | 1960  | Rudulph Evans                                                                                           |            |
| 1926 | 1858 | 1950  | Agnes Repplier                                                                                          |            |
| 1927 | 1876 | 1973  | Anna Hyatt Huntington                                                                                   |            |
| 1927 | 1876 | 1950  | Haig Patigian                                                                                           |            |
| 1928 | 1857 | 1936  | Charles Howard Walker                                                                                   |            |
| 1929 | 1871 | 1946  | George Elmer Browne                                                                                     |            |
| 1929 | 1863 | 1946  | Albert Sterner                                                                                          |            |
| 1929 | 1871 | 1951  | John French Sloan                                                                                       | P          |
| 1929 | 1883 | 1959  | Wayman Adams                                                                                            |            |
| 1929 | 1880 | 1940  | Jonas Lie                                                                                               |            |
| 1930 | 1883 | 1962  | Eugene Speicher                                                                                         |            |
| 1930 | 1879 | 1958  | John Gregory                                                                                            |            |
| 1930 | 1882 | 1961  | Abram Poole                                                                                             |            |
| 1930 | 1876 | 1964  | John C. Johansen                                                                                        |            |
| 1930 | 1855 | 1942  | Cecilia Beaux                                                                                           |            |
| 1930 | 1884 | 1974  | Leon Kroll                                                                                              |            |
| 1931 | 1870 | 1957  | DeWitt McClellan Lockman                                                                                |            |
| 1931 | 1874 | 1960  | William Adams Delano                                                                                    |            |
| 1931 | 1877 | 1963  | Lee Lawrie                                                                                              |            |
| 1931 | 1890 | 1978  | C. Paul Jennewein                                                                                       |            |
| 1931 | 1889 | 1966  | Laura Gardin Fraser                                                                                     |            |
| 1931 | 1896 | 1950  | Allan Clark                                                                                             |            |
| 1931 | 1878 | 1964  | Jean MacLane                                                                                            |            |
| 1931 | 1890 | 1980  | Sidney E. Dickinson                                                                                     |            |
| 1931 | 1877 | 1954  | Albert Laessle                                                                                          |            |
| 1931 | 1872 | 1955  | Bessie Potter Vonnoh                                                                                    |            |
| 1932 | 1866 | 1952  | Albert L. Groll                                                                                         |            |
| 1932 | 1887 | 1953  | John Taylor Arms                                                                                        |            |
| 1933 | 1887 | 1954  | Robert Edmond Jones                                                                                     |            |
| 1933 | 1879 | 1964  | Ernest David Roth                                                                                       |            |
| 1935 | 1877 | 1957  | Mahonri M. Young                                                                                        |            |
| 1935 | 1869 | 1962  | Charles Hopkinson                                                                                       |            |
| 1935 | 1857 | 1940  | Harry W. Watrous                                                                                        |            |
| 1935 | 1877 | 1962  | Herbert Haseltine                                                                                       |            |
| 1936 | 1870 | 1938  | William J. Glackens                                                                                     |            |
| 1936 | 1883 | 1978  | Eugene Francis Savage                                                                                   |            |
| 1936 | 1876 | 1945  | Paul Philippe Cret                                                                                      |            |
| 1937 | 1871 | 1943  | Charles Borie                                                                                           |            |
| 1937 | 1886 | 1949  | Ezra Winter                                                                                             |            |
| 1937 | 1892 | 1982  | Gilmore D. Clarke                                                                                       |            |
| 1937 | 1885 | 1966  | Malvina Hoffman                                                                                         |            |
| 1937 | 1869 | 1940  | Ernest C. Peixotto                                                                                      |            |
| 1937 | 1871 | 1940  | Chester Aldrich                                                                                         |            |
| 1937 | 1889 | 1946  | Kerr Eby                                                                                                |            |
| 1937 | 1869 | 1962  | Hobart Nichols                                                                                          |            |
| 1938 | 1876 | 1952  | Boardman Robinson                                                                                       |            |
| 1938 | 1884 | 1953  | William Hunt Diederich                                                                                  |            |
| 1938 | 1888 | 1956  | Cecil Howard                                                                                            |            |
| 1938 | 1878 | 1957  | Maurice Sterne                                                                                          |            |
| 1939 | 1879 | 1943  | Edward Bruce                                                                                            |            |
| 1939 | 1887 | 1962  | Henry R. Shepley                                                                                        |            |
| 1940 | 1874 | 1957  | Arthur Jr. Brown                                                                                        |            |
| 1940 | 1870 | 1943  | Egerton Swartwout                                                                                       |            |
| 1941 | 1867 | 1958  | Louis A Simon                                                                                           |            |
| 1941 | 1873 | 1948  | Wallace Morgan                                                                                          |            |
| 1941 | 1889 | 1971  | Thomas W. Nason                                                                                         |            |
| 1941 | 1901 | 1999  | Walker Hancock                                                                                          |            |
| 1941 | 1904 | 1963  | Sidney B. Waugh                                                                                         |            |
| 1942 | 1889 | 1975  | Thomas Hart Benton                                                                                      |            |
| 1942 | 1906 | 1978  | Stow Wengenroth                                                                                         |            |
| 1942 | 1897 | 1946  | John Steuart Curry                                                                                      |            |
| 1942 | 1889 | 1974  | Eric Gugler                                                                                             |            |
| 1942 | 1898 | 1980  | Alexander Brook                                                                                         |            |
| 1942 | 1870 | 1953  | John Marin                                                                                              |            |
| 1942 | 1884 | 1958  | Guy Pene DuBois                                                                                         |            |
| 1943 | 1893 | 1967  | Charles E. Burchfield                                                                                   |            |
| 1943 | 1888 | 1970  | Henry Varnum Poor                                                                                       |            |
| 1943 | 1874 | 1958  | Eugene Higgins                                                                                          |            |
| 1943 | 1880 | 1951  | Thomas Harlan Ellett                                                                                    |            |
| 1943 | 1890 | 1975  | Brenda Putnam                                                                                           |            |
| 1943 | 1886 | 1953  | Henry Lee McFee                                                                                         |            |
| 1944 | 1902 | 1988  | Isabel Bishop                                                                                           |            |
| 1944 | 1870 | 1944  | Benjamin W. III Morris                                                                                  |            |
| 1944 | 1883 | 1952  | Jo Davidson                                                                                             |            |
| 1944 | 1874 | 1947  | Louis Ayres                                                                                             |            |
| 1944 | 1867 | 1955  | Charles D. Maginnis                                                                                     |            |
| 1945 | 1882 | 1967  | Edward Hopper                                                                                           | P          |
| 1946 | 1898 | 1954  | Reginald Marsh                                                                                          |            |
| 1946 | 1882 | 1949  | David Adler                                                                                             |            |
| 1946 | 1887 | 1958  | Denys Wortman                                                                                           |            |
| 1946 | 1898 | 1988  | Donald DeLue                                                                                            |            |
| 1946 | 1884 | 1972  | Franklin C. Watkins                                                                                     |            |
| 1946 | 1905 | 1984  | Armin Landeck                                                                                           |            |
| 1946 | 1880 | 1966  | Aymar II Embury                                                                                         |            |
| 1947 | 1878 | 1951  | John Walter Cross                                                                                       |            |
| 1947 | 1869 | 1959  | Frank Lloyd Wright                                                                                      |            |
| 1947 | 1876 | 1952  | Kenneth Hayes Miller                                                                                    |            |
| 1947 | 1875 | 1955  | Carl Milles                                                                                             |            |
| 1948 | 1880 | 1958  | Daniel Garber                                                                                           |            |
| 1948 | 1893 | 1961  | James Kellum Smith                                                                                      |            |
| 1948 | 1880 | 1959  | Harrie T. Lindeberg                                                                                     |            |
| 1949 | 1905 | 1980  | Bruce Moore                                                                                             |            |
| 1949 | 1889 | 1973  | Ralph Walker                                                                                            |            |
| 1949 | 1898 | 1974  | Zoltan Sepeshy                                                                                          |            |
| 1949 | 1887 | 1986  | Georgia O'Keeffe                                                                                        | P          |
| 1949 | 1896 | 1986  | Gertrude K. Lathrop                                                                                     |            |
| 1950 | 1902 | 1966  | Donal Hord                                                                                              |            |
| 1950 | 1883 | 1952  | William F. Lamb                                                                                         |            |
| 1950 | 1892 | 1963  | Oronzio Maldarelli                                                                                      |            |
| 1950 | 1917 | 2009  | Andrew Wyeth                                                                                            | P          |
| 1951 | 1876 | 1953  | Everett Shinn                                                                                           |            |
| 1951 | 1906 | 1992  | Peter Blume                                                                                             |            |
| 1951 | 1898 | 1989  | Clare Leighton                                                                                          |            |
| 1951 | 1899 | 1963  | Henry Kreis                                                                                             |            |
| 1952 | 1897 | 1981  | Edmond Amateis                                                                                          |            |
| 1952 | 1892 | 1970  | Henry Schnakenberg                                                                                      |            |
| 1952 | 1899 | 1989  | Katharine Lane Weems                                                                                    |            |
| 1952 | 1894 | 1972  | Peter Dalton                                                                                            |            |
| 1952 | 1872 | 1954  | Clarence C. Zantzinger                                                                                  |            |
| 1953 | 1887 | 1966  | William Zorach                                                                                          |            |
| 1953 | 1892 | 1972  | John F. Folinsbee                                                                                       |            |
| 1953 | 1888 | 1966  | Leo Friedlander                                                                                         |            |
| 1953 | 1896 | 1969  | Louis Bouche                                                                                            |            |
| 1954 | 1910 | 1961  | Eero Saarinen                                                                                           | A          |
| 1954 | 1893 | 1959  | George Grosz                                                                                            |            |
| 1955 | 1871 | 1956  | Lyonel Feininger                                                                                        |            |
| 1955 | 1891 | 1971  | Karl Knaths                                                                                             |            |
| 1955 | 1884 | 1982  | Jose De Creeft                                                                                          |            |
| 1955 | 1899 | 1994  | Pietro Belluschi                                                                                        |            |
| 1955 | 1881 | 1961  | Max Weber                                                                                               |            |
| 1956 | 1895 | 1987  | Peggy Bacon                                                                                             |            |
| 1956 | 1890 | 1976  | Mark Tobey                                                                                              | P          |
| 1956 | 1891 | 1978  | Edwin Dickinson                                                                                         |            |
| 1956 | 1894 | 1964  | Stuart Davis                                                                                            |            |
| 1956 | 1898 | 1969  | Ben Shahn                                                                                               |            |
| 1956 | 1883 | 1962  | Ivan Mestrovic                                                                                          |            |
| 1956 | 1915 | 2010  | Jack Levine                                                                                             | P          |
| 1957 | 1906 | 1988  | Gardner Cox                                                                                             |            |
| 1957 | 1910 | 2001  | Morris Graves                                                                                           |            |
| 1957 | 1897 | 1983  | Ivan Albright                                                                                           |            |
| 1958 | 1895 | 1978  | Abraham Rattner                                                                                         |            |
| 1958 | 1899 | 1987  | Raphael Soyer                                                                                           |            |
| 1958 | 1902 | 1978  | Edward Durrell Stone                                                                                    |            |
| 1959 | 1900 | 1982  | Julian Levi                                                                                             |            |
| 1959 | 1914 | 1970  | Walter Stuempfig                                                                                        |            |
| 1959 | 1909 | 1998  | Loren MacIver                                                                                           |            |
| 1959 | 1898 | 1990  | Jean De Marco                                                                                           |            |
| 1959 | 1901 | 1973  | Philip Evergood                                                                                         |            |
| 1959 | 1904 | 1975  | Michael Rapuano                                                                                         |            |
| 1960 | 1904 | 1997  | Willem de Kooning                                                                                       | P          |
| 1960 | 1900 | 1964  | Rico Lebrun                                                                                             |            |
| 1960 | 1896 | 1989  | Francis Speight                                                                                         |            |
| 1960 | 1909 | 1990  | Gordon Bunshaft                                                                                         |            |
| 1960 | 1895 | 1981  | Wallace K. Harrison                                                                                     |            |
| 1960 | 1887 | 1968  | Marcel Duchamp                                                                                          | P          |
| 1960 | 1898 | 1976  | Alexander Calder                                                                                        | E          |
| 1961 | 1891 | 1973  | Jacques Lipchitz                                                                                        |            |
| 1961 | 1885 | 1973  | George Biddle                                                                                           |            |
| 1961 | 1886 | 1969  | Ludwig Mies van der Rohe                                                                                | A          |
| 1962 | 1883 | 1969  | Walter Gropius                                                                                          | A          |
| 1962 | 1887 | 1964  | Alexander Archipenko                                                                                    |            |
| 1962 | 1904 | 1988  | Isamu Noguchi                                                                                           | E          |
| 1963 | 1915 | 2002  | Richard Lippold                                                                                         |            |
| 1963 | 1895 | 1983  | Richard Buckminster Fuller                                                                              | A          |
| 1963 | 1883 | 1965  | Charles Sheeler                                                                                         |            |
| 1963 | 1922 | 2000  | Leonard Baskin                                                                                          |            |
| 1963 | 1906 | 2005  | Philip Johnson                                                                                          | A          |
| 1963 | 1917 | 2019  | Ieoh Ming Pei                                                                                           | A          |
| 1964 | 1880 | 1966  | Hans Hofmann                                                                                            |            |
| 1964 | 1899 | 1972  | Eugene Berman                                                                                           |            |
| 1964 | 1901 | 1974  | Louis I. Kahn                                                                                           | A          |
| 1964 | 1882 | 1971  | Rockwell Kent                                                                                           |            |
| 1964 | 1892 | 1970  | Richard Neutra                                                                                          | A          |
| 1964 | 1907 | 1981  | Theodore J. Roszak                                                                                      |            |
| 1964 | 1904 | 1991  | Chaim Gross                                                                                             |            |
| 1965 | 1895 | 1968  | Adolph Dehn                                                                                             |            |
| 1965 | 1917 | 2000  | Jacob Lawrence                                                                                          |            |
| 1965 | 1890 | 1977  | Naum Gabo                                                                                               |            |
| 1965 | 1902 | 1981  | Marcel Breuer                                                                                           | A          |
| 1966 | 1902 | 1983  | Josep Lluís Sert                                                                                        | A          |
| 1966 | 1902 | 1968  | Lee Gatch                                                                                               |            |
| 1966 | 1899 | 1987  | Moses Soyer                                                                                             |            |
| 1967 | 1910 | 1981  | Joseph Hirsch                                                                                           |            |
| 1967 | 1882 | 1967  | David Burliuk                                                                                           | P. Ilus.   |
| 1967 | 1906 | 2001  | William Thon                                                                                            |            |
| 1967 | 1922 | 1993  | Richard Diebenkorn                                                                                      |            |
| 1968 | 1897 | 1977  | William Gropper                                                                                         |            |
| 1968 | 1914 | 1999  | Saul Steinberg                                                                                          |            |
| 1968 | 1903 | 1970  | Mark Rothko                                                                                             | P          |
| 1968 | 1914 | 1971  | Federico Castellón                                                                                      |            |
| 1968 | 1888 | 1976  | Josef Albers                                                                                            | P          |
| 1968 | 1906 | 2002  | Gyorgy Kepes                                                                                            |            |
| 1968 | 1893 | 1986  | Dorothea Greenbaum                                                                                      |            |
| 1968 | 1899 | 1988  | Louise Nevelson                                                                                         | P, E       |
| 1969 | 1909 | 2000  | John Heliker                                                                                            |            |
| 1970 | 1915 | 1991  | Robert Motherwell                                                                                       | P          |
| 1970 | 1909 | 1978  | John Koch                                                                                               |            |
| 1970 | 1890 | 1970  | Robert Laurent                                                                                          |            |
| 1970 | 1922 | 2019  | Kevin Roche                                                                                             | A          |
| 1971 | 1904 | 1985  | Jose DeRivera                                                                                           |            |
| 1971 | 1903 | 1988  | Robert Gwathmey                                                                                         | A          |
| 1971 | 1918 | 1997  | Paul Rudolph                                                                                            | A          |
| 1972 | 1911 | 1988  | Costantino Nivola                                                                                       |            |
| 1972 | 1903 | 1974  | Adolph Gottlieb                                                                                         |            |
| 1972 | 1912 | 1988  | Romare H. Bearden                                                                                       |            |
| 1972 | 1910 | 1988  | Stuyvesant Van Veen                                                                                     |            |
| 1972 | 1913 | 1980  | Philip Guston                                                                                           | P          |
| 1972 | 1901 | 1978  | Richard Lindner                                                                                         |            |
| 1973 | 1906 | 1992  | James Brooks                                                                                            |            |
| 1973 | 1930 |       | Jasper Johns                                                                                            | P          |
| 1974 | 1897 | 1986  | Reuben Nakian                                                                                           |            |
| 1974 | 1907 | 2002  | George Rickey                                                                                           |            |
| 1974 | 1913 | 2009  | Hyman Bloom                                                                                             |            |
| 1974 | 1928 | 2011  | Helen Frankenthaler                                                                                     | P          |
| 1974 | 1923 | 2015  | Ellsworth Kelly                                                                                         | P-E        |
| 1975 | 1929 |       | Claes Oldenburg                                                                                         | E          |
| 1975 | 1905 | 1975  | George L. K. Morris                                                                                     |            |
| 1975 | 1904 | 1999  | Paul Cadmus                                                                                             |            |
| 1975 | 1903 | 1986  | Syemour Lipton                                                                                          |            |
| 1976 | 1904 | 1990  | Balcomb Greene                                                                                          |            |
| 1976 | 1896 | 1976  | Leonid Berman                                                                                           |            |
| 1976 | 1900 | 1984  | Alice Neel                                                                                              |            |
| 1976 | 1913 | 2000  | Conrad Marca-Relli                                                                                      |            |
| 1976 | 1938 | 2009  | Charles Gwathmey                                                                                        | A          |
| 1977 | 1924 | 2010  | Kenneth Noland                                                                                          | P          |
| 1977 | 1928 | 2015  | Lennart Anderson                                                                                        | P          |
| 1977 | 1920 | 2016  | Romaldo Giurgola                                                                                        | A          |
| 1977 | 1907 | 1978  | Charles Eames                                                                                           | A, Dis.    |
| 1978 | 1925 | 2008  | Robert Rauschenberg                                                                                     | P          |
| 1978 | 1904 | 1980  | Clyfford Still                                                                                          |            |
| 1978 | 1930 | 2016  | Marisol Escobar                                                                                         | E          |
| 1979 | 1912 | 1980  | Tony Smith                                                                                              | E          |
| 1979 | 1923 | 1997  | Roy Lichtenstein                                                                                        | P          |
| 1979 | 1926 | 1992  | Joan Mitchell                                                                                           |            |
| 1979 | 1924 | 2002  | Larry Rivers                                                                                            | P, E, Cine |
| 1979 | 1916 | 2012  | John M. Johansen                                                                                        | A          |
| 1980 | 1926 | 2020  | Henry N. Cobb                                                                                           | A          |
| 1980 | 1935 |       | Jim Dine                                                                                                | P          |
| 1980 | 1911 | 2012  | Will Barnet                                                                                             | P          |
| 1980 | 1923 | 1994  | Sam Francis                                                                                             |            |
| 1981 | 1924 | 2000  | George Segal                                                                                            | E          |
| 1981 | 1900 | 1982  | Jack Tworkov                                                                                            |            |
| 1982 | 1907 | 1981  | Ilya Bolotowsky                                                                                         |            |
| 1982 | 1916 | 1986  | Minoru Yamasaki                                                                                         | A          |
| 1982 | 1932 | 2007  | R.B. Kitaj                                                                                              |            |
| 1982 | 1926 | 2019  | César Pelli                                                                                             | A          |
| 1982 | 1924 |       | Philip Pearlstein                                                                                       | P          |
| 1983 | 1911 | 2010  | Louise Bourgeois                                                                                        | E          |
| 1983 | 1934 |       | Richard Meier                                                                                           | A          |
| 1983 | 1920 | 2011  | George Tooker                                                                                           | P          |
| 1983 | 1926 | 2009  | David Levine                                                                                            | Ilus.      |
| 1983 | 1920 | 1984  | Jimmy Ernst                                                                                             |            |
| 1983 | 1921 | 2006  | Dimitri Hadzi                                                                                           |            |
| 1984 | 1911 | 2003  | Ibram Lassaw                                                                                            |            |
| 1984 | 1928 | 2005  | Al Held                                                                                                 |            |
| 1984 | 1927 | 2020  | Wolf Kahn                                                                                               |            |
| 1984 | 1933 |       | Mary Frank                                                                                              | V          |
| 1986 | 1930 | 2020  | William Bailey                                                                                          |            |
| 1986 | 1926 | 2020  | Varujan Boghosian                                                                                       |            |
| 1986 | 1933 |       | Mark Di Suvero                                                                                          | E          |
| 1986 | 1920 |       | Wayne Thiebaud                                                                                          | P          |
| 1987 | 1928 | 2011  | Cy Twombly                                                                                              | P          |
| 1987 | 1933 | 2017  | James Rosenquist                                                                                        | P          |
| 1987 | 1929 |       | Frank Gehry                                                                                             | A          |
| 1987 | 1918 | 2002  | Anne Poor                                                                                               |            |
| 1988 | 1904 | 1989  | Giorgio Cavallon                                                                                        |            |
| 1988 | 1916 | 1991  | Elmer Bischoff                                                                                          |            |
| 1988 | 1927 |       | Alex Katz                                                                                               | P          |
| 1989 | 1924 | 2014  | Jane Freilicher                                                                                         | P          |
| 1989 | 1935 | 2020  | Christo                                                                                                 | E          |
| 1989 | 1912 | 2004  | Agnes Martin                                                                                            | P          |
| 1989 | 1908 | 1995  | George McNeil                                                                                           |            |
| 1990 | 1940 | 1995  | Nancy Graves                                                                                            |            |
| 1990 | 1927 | 2011  | John Chamberlain                                                                                        | E          |
| 1990 | 1945 | 2020  | Susan Rothenberg                                                                                        |            |
| 1990 | 1925 | 2018  | Robert Venturi                                                                                          | A          |
| 1991 | 1934 | 2015  | Michael Graves                                                                                          | A          |
| 1991 | 1924 | 2015  | Jane Wilson                                                                                             | P          |
| 1991 | 1915 | 2004  | Edward Larrabee Barnes                                                                                  | A          |
| 1992 | 1940 | 2007  | Elizabeth Murray                                                                                        |            |
| 1992 | 1941 |       | Martin Puryear                                                                                          |            |
| 1992 | 1940 | 2021  | Chuck Close                                                                                             | P-F        |
| 1993 | 1932 | 2017  | Hugh Hardy                                                                                              |            |
| 1993 | 1917 | 2004  | Milton Resnick                                                                                          |            |
| 1993 | 1903 | 2001  | Esteban Vicente                                                                                         |            |
| 1994 | 1930 | 2005  | James Ingo Freed                                                                                        |            |
| 1994 | 1930 | 2019  | Robert Ryman                                                                                            | P          |
| 1994 | 1928 | 2010  | Nathan Oliveira                                                                                         | P          |
| 1994 | 1928 |       | Paul Resika                                                                                             | P          |
| 1994 | 1927 | 2016  | Kenneth Snelson                                                                                         | E          |
| 1995 | 1939 |       | Richard Serra                                                                                           | E          |
| 1996 | 1938 |       | Vija Celmins                                                                                            | P-E        |
| 1996 | 1912 | 2004  | Dan Kiley                                                                                               |            |
| 1996 | 1917 | 1997  | Sidney Simon                                                                                            |            |
| 1998 | 1918 | 2004  | Cleve Gray                                                                                              |            |
| 1998 | 1917 | 2000  | Louisa Matthiasdottir                                                                                   |            |
| 1998 | 1941 |       | Joel Shapiro                                                                                            | E          |
| 1998 | 1938 |       | Brice Marden                                                                                            |            |
| 1998 | 1935 |       | Richard Hunt                                                                                            | E          |
| 1998 | 1927 |       | Lois Dodd                                                                                               | P          |
| 1998 | 1940 |       | Russell Banks                                                                                           |            |
| 1999 | 1939 |       | Rackstraw Downes                                                                                        | P          |
| 2000 | 1937 |       | Red Grooms                                                                                              |            |
| 2000 | 1947 |       | Steven Holl                                                                                             | A          |
| 2001 | 1932 |       | Dorothea Rockburne                                                                                      | P          |
| 2001 | 1937 |       | Edward Ruscha                                                                                           | P          |
| 2001 | 1937 |       | Robert Mangold                                                                                          | P          |
| 2001 | 1941 |       | Bruce Nauman                                                                                            | E          |
| 2001 | 1932 |       | Peter Eisenman                                                                                          | A          |
| 2001 | 1924 | 2002  | Peter Voulkos                                                                                           |            |
| 2002 | 1922 | 2004  | Leon Golub                                                                                              |            |
| 2002 | 1923 | 2013  | Richard Artschwager                                                                                     |            |
| 2002 | 1946 |       | Catherine Murphy                                                                                        | P          |
| 2003 | 1941 |       | Jennifer Bartlett                                                                                       | P          |
| 2003 | 1903 | 2003  | Al Hirschfeld                                                                                           |            |
| 2003 | 1934 |       | Yvonne Jacquette                                                                                        | P          |
| 2003 | 1925 | 2015  | William King                                                                                            | E          |
| 2004 | 1919 | 2010  | Lester Johnson                                                                                          |            |
| 2004 | 1931 |       | Lee Bontecou                                                                                            | E          |
| 2005 | 1930 |       | James Steward Polshek                                                                                   | A          |
| 2005 | 1938 |       | Laurie Olin                                                                                             | A          |
| 2005 | 1954 |       | Cindy Sherman                                                                                           | Fot., Cine |
| 2005 | 1954 |       | Kiki Smith                                                                                              | P, E       |
| 2005 | 1959 |       | Maya Lin                                                                                                | A, E       |
| 2006 | 1922 | 2007  | Jules Olitski                                                                                           |            |
| 2006 | 1926 | 2009  | Nancy Spero                                                                                             | P          |
| 2006 | 1948 |       | Eric Fischl                                                                                             | P          |
| 2006 | 1927 |       | Alfred Leslie                                                                                           |            |
| 2007 | 1949 |       | Billie Tsien                                                                                            | A          |
| 2007 | 1928 |       | Robert Irwin                                                                                            |            |
| 2008 | 1942 |       | Ursula von Rydingsvard                                                                                  | E          |
| 2009 | 1943 |       | Tod Williams                                                                                            | A          |
| 2009 | 1946 |       | Judy Pfaff                                                                                              | E          |
| 2010 | 1944 |       | Thom Mayne                                                                                              | A          |
| 2010 | 1934 |       | Peter Saul                                                                                              | P          |
| 2011 | 1938 |       | Sylvia Plimack Mangold                                                                                  | P          |
| 2011 | 1939 |       | Robert A. M. Stern                                                                                      | A          |
| 2011 | 1943 |       | James Turrell                                                                                           | E          |
| 2012 | 1954 |       | Elizabeth Diller                                                                                        |            |
| 2012 | 1941 |       | Lynda Benglis                                                                                           |            |
| 2012 | 1969 |       | Kara Walker                                                                                             |            |
| 2012 | 1930 |       | Kenneth Frampton                                                                                        | A          |
| 2012 | 1954 |       | Robert Gober                                                                                            | E          |
| 2013 | 1941 |       | Richard Tuttle                                                                                          |            |
| 2013 | 1949 |       | Terry Winters                                                                                           | P          |
| 2014 | 1937 |       | Robert Adams                                                                                            | F          |
| 2014 | 1956 |       | Ann Hamilton                                                                                            |            |
| 2014 | 1945 |       | Bill Jensen                                                                                             | P          |
| 2016 | 1936 |       | Joan Jonas                                                                                              |            |
| 2016 | 1952 |       | David Salle                                                                                             | P          |
| 2016 | 1940 |       | Pat Steir                                                                                               | P          |
| 2017 | 1970 |       | Julie Mehretu                                                                                           |            |
| 2017 | 1960 |       | Annabelle Selldorf                                                                                      | A          |
| 2017 | 1946 |       | Stanley Whitney                                                                                         | P          |
| 2017 | 1940 |       | Mary Heilmann                                                                                           | P          |
| 2018 | 1965 |       | Nicole Eisenman                                                                                         | P          |
| 2018 | 1950 |       | Jenny Holzer                                                                                            |            |
| 2018 | 1969 |       | Sarah Sze                                                                                               | E          |
| 2020 | 1947 |       | Laurie Anderson                                                                                         | M          |
| 2020 | 1951 |       | Toshiko Mori                                                                                            | A          |
| 2021 | 1949 |       | Carroll Dunham                                                                                          | P          |
| 2021 | 1951 |       | Julian Schnabel                                                                                         | P          |
| 2021 | 1955 |       | Amy Sillman                                                                                             | P          |
| 2020 | 1953 |       | Carrie Mae Weems                                                                                        | V          |
| 2021 | 1956 |       | Marlon Blackwell                                                                                        | A          |
| 2021 | 1961 |       | Mark Bradford                                                                                           | P          |
| 2021 | 1951 |       | Mel Chin                                                                                                | M          |
| 2021 | 1960 |       | James Corner                                                                                            | A          |
| 2021 | 1973 |       | Theaster Gates                                                                                          | V          |
| 2021 | 1951 |       | Kathryn Gustafson                                                                                       | A          |
| 2021 | 1944 |       | Michael Heizer                                                                                          | ?          |
| 2021 | 1958 |       | Walter Hood                                                                                             | A          |
| 2021 | 1961 |       | Glenn Ligon                                                                                             | ?          |
| 2021 | 1948 |       | Adrian Piper                                                                                            | ?          |
| 2021 | 1930 |       | Faith Ringgold                                                                                          | ?          |
| 2021 | 1926 |       | Betye Saar                                                                                              | ?          |
| 2021 | 1960 |       | Lorna Simpson                                                                                           | ?          |
| 2021 | 1963 |       | Nader Tehrani                                                                                           | A          |
| 2021 | 1972 |       | Meejin Yoon                                                                                             | A          |
|      |      | *     | A=Arquitectura — D=Dibujo — E=Escultura —Ilus.=Ilustración — P= Pintura — M=Multimedia —V= Multiartista |            |

| º    |      |       |                           |
| ---- | ---- | ----- | ------------------------- |
| Año  | Nac. | Fall. | Académico                 |
| 1898 | 1839 | 1909  | Dudley Buck               |
| 1898 | 1861 | 1908  | Edward MacDowell          |
| 1898 | 1853 | 1937  | Arthur Foote              |
| 1898 | 1846 | 1916  | William Wallace Gilchrist |
| 1898 | 1856 | 1923  | Arthur Bird               |
| 1898 | 1862 | 1950  | Walter Damrosch           |
| 1898 | 1857 | 1944  | Edgar Stillman-Kelley     |
| 1898 | 1863 | 1919  | Horatio William Parker    |
| 1898 | 1858 | 1947  | Harry Rowe Shelley        |
| 1898 | 1854 | 1931  | George W. Chadwick        |
| 1898 | 1838 | 1906  | John K. Paine             |
| 1898 | 1859 | 1920  | Reginald DeKoven          |
| 1898 | 1862 | 1901  | Ethelbert Nevin           |
| 1898 | 1858 | 1929  | Frank V. Van der Stucken  |
| 1905 | 1861 | 1936  | Arthur Whiting            |
| 1908 | 1861 | 1935  | Charles Martin Loeffler   |
| 1908 | 1859 | 1924  | Victor Herbert            |
| 1908 | 1871 | 1937  | Henry Hadley              |
| 1908 | 1871 | 1940  | Frederick S. Converse     |
| 1910 | 1877 | 1949  | David Stanley Smith       |
| 1910 | 1870 | 1951  | Howard Brockway           |
| 1912 | 1872 | 1942  | Frederick A. Stock        |
| 1913 | 1876 | 1939  | Ernest Schelling          |
| 1915 | 1874 | 1962  | Arne Oldberg              |
| 1915 | 1862 | 1934  | Ernest R. Kroeger         |
| 1916 | 1872 | 1960  | Edward Burlingame Hill    |
| 1918 | 1876 | 1951  | John Alden Carpenter      |
| 1924 | 1885 | 1966  | Deems Taylor              |
| 1924 | 1882 | 1963  | John Powell               |
| 1926 | 1888 | 1953  | Albert Spalding           |
| 1931 | 1894 | 1943  | Albert Stoessel           |
| 1932 | 1881 | 1946  | Charles W. Cadman         |
| 1933 | 1890 | 1975  | Philip James              |
| 1935 | 1896 | 1981  | Howard Hanson             |
| 1935 | 1895 | 1968  | Leo Sowerby               |
| 1937 | 1880 | 1959  | Ernest Bloch              |
| 1938 | 1894 | 1976  | Walter Piston             |
| 1938 | 1896 | 1985  | Roger Sessions            |
| 1938 | 1873 | 1953  | Daniel Gregory Mason      |
| 1938 | 1880 | 1958  | Arthur Shepherd           |
| 1938 | 1899 | 1984  | Randall Thompson          |
| 1938 | 1880 | 1953  | Eric DeLamarter           |
| 1941 | 1893 | 1969  | Douglas Moore             |
| 1941 | 1910 | 1981  | Samuel Barber             |
| 1942 | 1900 | 1990  | Aaron Copland             |
| 1944 | 1898 | 1979  | Roy Harris                |
| 1944 | 1897 | 1966  | Quincy Porter             |
| 1945 | 1885 | 1945  | Jerome Kern               |
| 1946 | 1874 | 1954  | Charles Ives              |
| 1946 | 1910 | 1992  | William Schuman           |
| 1947 | 1895 | 1963  | Paul Hindemith            |
| 1947 | 1884 | 1964  | Louis Gruenberg           |
| 1947 | 1893 | 1968  | Bernard Rogers            |
| 1948 | 1896 | 1989  | Virgil Thomson            |
| 1949 | 1882 | 1971  | Igor Stravinsky           |
| 1950 | 1882 | 1961  | Percy Grainger            |
| 1951 | 1897 | 1965  | Henry Cowell              |
| 1952 | 1900 | 1996  | Otto Luening              |
| 1953 | 1885 | 1961  | Wallingford Riegger       |
| 1954 | 1876 | 1971  | Carl Ruggles              |
| 1955 | 1885 | 1965  | Edgard Varèse             |
| 1955 | 1902 | 1979  | Richard Rodgers           |
| 1955 | 1880 | 1959  | Bohuslav Martinu          |
| 1956 | 1908 | 2012  | Elliott Carter            |
| 1957 | 1887 | 1964  | Ernst Toch                |
| 1959 | 1905 | 1964  | Marc Blitzstein           |
| 1960 | 1900 | 1991  | Ernst Krenek              |
| 1961 | 1918 | 1990  | Leonard Bernstein         |
| 1961 | 1913 | 2001  | Norman Dello Joio         |
| 1962 | 1922 | 2009  | Lukas Foss                |
| 1962 | 1919 | 2009  | Leon Kirchner             |
| 1962 | 1906 | 1997  | Ross Lee Finney           |
| 1963 | 1903 | 1976  | Nikolai Lopatnikoff       |
| 1965 | 1915 | 1987  | Vincent Persichetti       |
| 1965 | 1923 | 1983  | Peter Mennin              |
| 1965 | 1916 | 2011  | Milton Babbitt            |
| 1966 | 1915 | 2005  | David Diamond             |
| 1966 | 1902 | 1972  | Stefan Wolpe              |
| 1967 | 1921 | 1994  | William Bergsma           |
| 1967 | 1925 | 2015  | Gunther Schuller          |
| 1967 | 1917 | 2013  | Robert Ward               |
| 1968 | 1912 | 1992  | John Cage                 |
| 1969 | 1921 | 2007  | Andrew Imbrie             |
| 1970 | 1899 | 1974  | Duke Ellington            |
| 1970 | 1903 | 1978  | Nicolas Nabokov           |
| 1971 | 1916 | 1979  | Ben Weber                 |
| 1972 | 1912 | 2003  | Arthur Berger             |
| 1973 | 1911 | 1990  | Vladimir Ussachevsky      |
| 1973 | 1917 | 2003  | Lou Harrison              |
| 1974 | 1899 | 1977  | Aleksandr Cherepnín       |
| 1974 | 1906 | 1996  | Louise Talma              |
| 1975 | 1912 | 1997  | Hugo Weisgall             |
| 1975 | 1906 | 1996  | Miriam Gideon             |
| 1975 | 1929 | 2022  | George Crumb              |
| 1976 | 1921 | 2010  | Jack Beeson               |
| 1977 | 1911 | 2000  | Alan Hovhaness            |
| 1978 | 1928 | 1996  | Jacob Druckman            |
| 1978 | 1915 | 2009  | George Perle              |
| 1979 | 1923 |       | Ned Rorem                 |
| 1979 | 1917 | 1995  | Ulysses Kay               |
| 1979 | 1913 | 2008  | Henry Brant               |
| 1980 | 1913 | 2000  | Vivian Fine               |
| 1980 | 1927 | 2019  | Dominick Argento          |
| 1981 | 1923 | 2016  | Leslie Bassett            |
| 1981 | 1931 | 2005  | Donald Martino            |
| 1982 | 1923 | 2019  | Chou Wen-chung            |
| 1982 | 1934 | 2019  | Mario Davidovsky          |
| 1983 | 1930 | 2021  | Stephen Sondheim          |
| 1983 | 1926 |       | Betsy Jolas               |
| 1984 | 1937 |       | David Del Tredici         |
| 1985 | 1938 | 2020  | Charles Wuorinen          |
| 1985 | 1918 | 2005  | George Rochberg           |
| 1986 | 1913 | 1996  | Morton Gould              |
| 1988 | 1922 | 2017  | Francis Thorne            |
| 1989 | 1921 | 2002  | Ralph Shapey              |
| 1990 | 1909 | 1991  | Elie Siegmeister          |
| 1991 | 1938 |       | John Corigliano           |
| 1991 | 1924 | 2015  | Ezra Laderman             |
| 1992 | 1939 |       | Ellen Taaffe Zwilich      |
| 1993 | 1938 |       | William Bolcom            |
| 1993 | 1917 | 1993  | Dizzy Gillespie           |
| 1994 | 1924 | 2001  | Robert Starer             |
| 1994 | 1936 |       | Steve Reich               |
| 1995 | 1937 | 2018  | Olly Wilson               |
| 1996 | 1907 | 2003  | Bennett L. Carter         |
| 1997 | 1930 | 2015  | Ornette Coleman           |
| 1997 | 1947 |       | John Coolidge Adams       |
| 1997 | 1938 |       | John Harbison             |
| 1997 | 1921 | 2016  | Karel Husa                |
| 1998 | 1923 | 1998  | Mel Powell                |
| 1998 | 1938 |       | Joan Tower                |
| 1999 | 1922 | 2018  | George Walker             |
| 1999 | 1929 |       | Yehudi Wyner              |
| 2001 | 1926 | 2021  | Carlisle Floyd            |
| 2001 | 1928 |       | Samuel Adler              |
| 2002 | 1949 |       | Christopher Rouse         |
| 2002 | 1943 |       | Joseph Schwantner         |
| 2003 | 1937 |       | Philip Glass              |
| 2003 | 1949 |       | Shulamit Ran              |
| 2004 | 1954 |       | Robert Beaser             |
| 2004 | 1934 |       | Bernard Rands             |
| 2005 | 1928 |       | T.J. Anderson             |
| 2006 | 1946 |       | Martin Bresnick           |
| 2006 | 1946 | 2011  | Peter Lieberson           |
| 2007 |      |       | White Dawg                |
| 2007 | 1949 | 2016  | Steven Stucky             |
| 2009 | 1952 |       | Stephen Hartke            |
| 2009 | 1938 |       | Frederic Rzewski          |
| 2009 | 1964 |       | Augusta Read Thomas       |
| 2010 | 1943 |       | Tania León                |
| 2010 | 1943 |       | Fred Lerdahl              |
| 2011 | 1931 | 2021  | Martin Boykan             |
| 2011 | 1960 |       | Aaron Jay Kernis          |
| 2012 | 1954 |       | Stephen Jaffe             |
| 2012 | 1954 |       | Tobias Picker             |
| 2014 | 1957 |       | David Lang                |
| 2014 | 1940 |       | Alvin Singleton           |
| 2016 | 1959 |       | Sebastian Currier         |
| 2016 | 1944 |       | Paul Lansky               |
| 2016 | 1958 |       | David Rakowski            |
| 2017 | 1957 |       | Melinda Wagner            |
| 2017 | 1958 |       | Julia Wolfe               |
| 2018 | 1952 |       | George E. Lewis           |
| 2019 | 1953 |       | Yi Chen                   |
| 2019 | 1942 |       | Meredith Monk             |
| 2020 | 1935 |       | Terry Riley               |
| 2020 | 1942 |       | Chinary Ung               |
| 2021 | 1951 |       | Anthony Davis             |
| 2021 | 1961 |       | Wynton Marsalis           |
| 2021 | 1953 |       | Roberto Sierra            |
| 2021 | 1944 |       | Henry Threadgill          |

| º    |      |       |                                |
| ---- | ---- | ----- | ------------------------------ |
| Año  | Nac. | Fall. | Académico                      |
| 1898 | 1853 | 1929  | George A. Gordon               |
| 1898 | 1816 | 1904  | Parke Godwin                   |
| 1898 | 1835 | 1900  | Moses Coit Tyler               |
| 1898 | 1848 | 1927  | James Ford Rhodes              |
| 1898 | 1831 | 1902  | Edwin Godkin                   |
| 1898 | 1860 | 1940  | Hamlin Garland                 |
| 1898 | 1838 | 1899  | Augustin Daly                  |
| 1898 | 1829 | 1900  | Charles Dudley Warner          |
| 1898 | 1852 | 1933  | Henry Van Dyke                 |
| 1898 | 1852 | 1940  | Robert Grant                   |
| 1898 | 1849 | 1916  | Thomas R. Sullivan             |
| 1898 | 1843 | 1909  | Charles Warren Stoddard        |
| 1898 | 1834 | 1902  | Frank R. Stockton              |
| 1898 | 1822 | 1898  | Richard Malcolm Johnston       |
| 1898 | 1853 | 1937  | Robert Underwood Johnson       |
| 1898 | 1855 | 1943  | Frederic Jesup Stimson         |
| 1898 | 1828 | 1901  | William J. Stillman            |
| 1898 | 1855 | 1921  | Barrett Wendell                |
| 1898 | 1862 | 1939  | William P. Trent               |
| 1898 | 1833 | 1909  | Edmund Clarence Stedman        |
| 1898 | 1838 | 1915  | Francis Hopkinson Smith        |
| 1898 | 1832 | 1918  | Andrew Dickson White           |
| 1898 | 1850 | 1928  | William Milligan Sloane        |
| 1898 | 1836 | 1917  | William Winter                 |
| 1898 | 1847 | 1930  | Arthur Sherburne Hardy         |
| 1898 | 1861 | 1905  | Henry Harland                  |
| 1898 | 1856 | 1924  | Woodrow Wilson                 |
| 1898 | 1854 | 1909  | Francis Marion Crawford        |
| 1898 | 1855 | 1930  | George Edward Woodberry        |
| 1898 | 1847 | 1904  | Edgar Fawcett                  |
| 1898 | 1844 | 1909  | Richard Watson Gilder          |
| 1898 | 1841 | 1906  | Nathaniel S. Shaler            |
| 1898 | 1831 | 1908  | Daniel Coit Gilman             |
| 1898 | 1847 | 1910  | James Breck Perkins            |
| 1898 | 1836 | 1902  | Bret Harte                     |
| 1898 | 1855 | 1937  | William Gillette               |
| 1898 | 1845 | 1924  | George Kennan                  |
| 1898 | 1860 | 1938  | Owen Wister                    |
| 1898 | 1838 | 1902  | Horace E. Scudder              |
| 1898 | 1829 | 1906  | Carl Schurz                    |
| 1898 | 1838 | 1905  | John Hay                       |
| 1898 | 1857 | 1934  | Augustus Thomas                |
| 1898 | 1844 | 1901  | Maurice Thompson               |
| 1898 | 1856 | 1930  | Arthur Twining Hadley          |
| 1898 | 1856 | 1898  | Harold Frederic                |
| 1898 | 1855 | 1916  | Josiah Royce                   |
| 1898 | 1838 | 1918  | Henry Adams                    |
| 1898 | 1836 | 1907  | Thomas Bailey Aldrich          |
| 1898 | 1858 | 1919  | Theodore Roosevelt             |
| 1898 | 1836 | 1919  | Henry Mills Alden              |
| 1898 | 1865 | 1902  | Paul Leicester Ford            |
| 1898 | 1838 | 1915  | Thomas R. Lounsbury            |
| 1898 | 1860 | 1943  | Charles G. D. Roberts          |
| 1898 | 1837 | 1902  | Edward Eggleston               |
| 1898 | 1839 | 1901  | James A. Herne                 |
| 1898 | 1838 | 1914  | John Muir                      |
| 1898 | 1848 | 1916  | James Whitcomb Riley           |
| 1898 | 1829 | 1905  | Joseph Jefferson               |
| 1898 | 1848 | 1925  | James Lane Allen               |
| 1898 | 1863 | 1919  | John Jr. Fox                   |
| 1898 | 1823 | 1911  | Thomas Wentworth Higginson     |
| 1898 | 1850 | 1924  | Henry Cabot Lodge              |
| 1898 | 1845 | 1928  | Thomas Sergeant Perry          |
| 1898 | 1832 | 1907  | Moncure D. Conway              |
| 1898 | 1857 | 1929  | Henry B. Fuller                |
| 1898 | 1822 | 1908  | Donald Grant Mitchell          |
| 1898 | 1856 | 1914  | Harry Thurston Peck            |
| 1898 | 1842 | 1908  | Bronson Howard                 |
| 1898 | 1853 | 1922  | Thomas Nelson Page             |
| 1898 | 1817 | 1911  | John Bigelow                   |
| 1898 | 1827 | 1908  | Charles Eliot Norton           |
| 1898 | 1831 | 1904  | Willard Fiske                  |
| 1898 | 1846 | 1908  | Henry Loomis Nelson            |
| 1898 | 1840 | 1927  | Simeon E. Baldwin              |
| 1898 | 1851 | 1928  | William Crary Brownell         |
| 1898 | 1843 | 1928  | William Elliot Griffis         |
| 1898 | 1840 | 1914  | Alfred Thayer Mahan            |
| 1898 | 1843 | 1916  | Henry James                    |
| 1898 | 1837 | 1920  | William Dean Howells           |
| 1898 | 1845 | 1916  | Hamilton Wright Mabie          |
| 1898 | 1837 | 1921  | John Burroughs                 |
| 1898 | 1843 | 1904  | Laurence Hutton                |
| 1898 | 1842 | 1910  | William James                  |
| 1898 | 1839 | 1913  | Joaquin Miller                 |
| 1898 | 1835 | 1910  | Samuel Langhorne Clemens       |
| 1898 | 1852 | 1932  | John Bach McMaster             |
| 1898 | 1861 | 1929  | Bliss Carman                   |
| 1898 | 1844 | 1925  | George Washington Cable        |
| 1898 | 1852 | 1929  | Brander Matthews               |
| 1898 | 1885 | 1915  | St. Clair McKelway             |
| 1905 | 1835 | 1915  | Charles Francis Adams          |
| 1905 | 1850 | 1918  | Arlo Bates                     |
| 1905 | 1822 | 1909  | Edward Everett Hale            |
| 1905 | 1848 | 1908  | Joel Chandler Harris           |
| 1905 | 1860 | 1946  | Ernest Thompson Seton          |
| 1905 | 1830 | 1910  | Theodore T. Munger             |
| 1905 | 1833 | 1912  | Horace H. Furness              |
| 1905 | 1869 | 1910  | William Vaughn Moody           |
| 1905 | 1848 | 1935  | Charles DeKay                  |
| 1905 | 1825 | 1909  | Henry Charles Lea              |
| 1905 | 1860 | 1954  | Bliss Perry                    |
| 1906 | 1831 | 1924  | Basil Lanneau Gildersleeve     |
| 1906 | 1858 | 1941  | Robert Bridges                 |
| 1906 | 1840 | 1937  | John Torrey, Jr. Morse         |
| 1906 | 1848 | 1927  | Brooks Adams                   |
| 1906 | 1857 | 1927  | Samuel McChord Crothers        |
| 1907 | 1819 | 1910  | Julia Ward Howe                |
| 1908 | 1842 | 1909  | Theodore A. Dodge              |
| 1908 | 1868 | 1938  | Robert Herrick                 |
| 1908 | 1845 | 1918  | John Ames Mitchell             |
| 1908 | 1864 | 1960  | Mark Antony DeWolfe Howe       |
| 1908 | 1878 | 1939  | Lawrence Gilman                |
| 1908 | 1863 | 1940  | John Huston Finley             |
| 1908 | 1854 | 1926  | Henry T. Finck                 |
| 1908 | 1858 | 1941  | Worthington C. Ford            |
| 1908 | 1865 | 1914  | Madison J. Cawein              |
| 1908 | 1868 | 1944  | William Allen White            |
| 1908 | 1842 | 1908  | Charles Goodrich Whiting       |
| 1908 | 1873 | 1909  | George Cabot Lodge             |
| 1908 | 1856 | 1939  | Edward Sanford Martin          |
| 1908 | 1873 | 1946  | Stewart Edward White           |
| 1908 | 1865 | 1954  | Will Payne                     |
| 1908 | 1856 | 1948  | Harrison Smith Morris          |
| 1908 | 1859 | 1928  | Charles F. Lummis              |
| 1908 | 1870 | 1956  | Robert Morss Lovett            |
| 1908 | 1875 | 1950  | Ridgely Torrence               |
| 1908 | 1858 | 1919  | William Morton Payne           |
| 1908 | 1875 | 1956  | Percy MacKaye                  |
| 1908 | 1871 | 1947  | Winston Churchill              |
| 1908 | 1856 | 1932  | John Charles Van Dyke          |
| 1908 | 1861 | 1927  | John Luther Long               |
| 1908 | 1875 | 1959  | Ferris Greenslet               |
| 1908 | 1861 | 1940  | Richard Burton                 |
| 1908 | 1862 | 1935  | Langdon E. Mitchell            |
| 1908 | 1848 | 1922  | John Vance Cheney              |
| 1908 | 1856 | 1908  | Herman K. Viele                |
| 1908 | 1871 | 1929  | Jesse Lynch Williams           |
| 1908 | 1863 | 1937  | Richard Aldrich                |
| 1908 | 1852 | 1924  | Maurice Francis Egan           |
| 1908 | 1869 | 1935  | Edwin Arlington Robinson       |
| 1908 | 1873 | 1933  | Nelson Lloyd                   |
| 1908 | 1843 | 1914  | Montgomery Schuyler            |
| 1908 | 1860 | 1932  | Clinton Scollard               |
| 1908 | 1864 | 1937  | Paul Elmer More                |
| 1908 | 1861 | 1957  | Henry Dwight Sedgwick          |
| 1908 | 1860 | 1916  | Frank Dempster Sherman         |
| 1908 | 1874 | 1966  | Arthur Stanwood Pier           |
| 1908 | 1868 | 1957  | James Brendan Connolly         |
| 1908 | 1867 | 1939  | Harry Leon Wilson              |
| 1908 | 1867 | 1936  | Finley Peter Dunne             |
| 1908 | 1866 | 1944  | George Ade                     |
| 1908 | 1869 | 1946  | Booth Tarkington               |
| 1908 | 1852 | 1940  | Edwin Markham                  |
| 1908 | 1866 | 1947  | Meredith Nicholson             |
| 1908 | 1869 | 1948  | Royal Cortissoz                |
| 1909 | 1878 | 1952  | Owen Johnson                   |
| 1909 | 1862 | 1947  | Nicholas Murray Butler         |
| 1909 | 1865 | 1933  | Robert W. Chambers             |
| 1909 | 1863 | 1952  | George Santayana               |
| 1910 | 1869 | 1938  | Chester B. Fernald             |
| 1910 | 1865 | 1943  | William Lyon Phelps            |
| 1910 | 1856 | 1943  | Abbott Lawrence Lowell         |
| 1911 | 1859 | 1923  | William Roscoe Thayer          |
| 1911 | 1858 | 1945  | Felix E. Schelling             |
| 1911 | 1855 | 1925  | L. Frank Tooker                |
| 1911 | 1862 | 1948  | Wilbur L. Cross                |
| 1911 | 1870 | 1955  | Archer Milton Huntington       |
| 1911 | 1863 | 1947  | George McLean Harper           |
| 1911 | 1865 | 1930  | Horace H. Jr. Furness          |
| 1911 | 1853 | 1943  | Andrew F. West                 |
| 1911 | 1857 | 1934  | Paul Shorey                    |
| 1911 | 1856 | 1931  | Edward Channing                |
| 1911 | 1857 | 1918  | Ripley Hitchcock               |
| 1911 | 1863 | 1935  | Oliver Herford                 |
| 1912 | 1844 | 1919  | French Ensor Chadwick          |
| 1912 | 1864 | 1932  | Oscar W. Firkins               |
| 1912 | 1869 | 1930  | Herbert Croly                  |
| 1912 | 1880 | 1946  | Brian Hooker                   |
| 1912 | 1881 | 1946  | Clayton Hamilton               |
| 1912 | 1861 | 1933  | John Grier Hibben              |
| 1912 | 1855 | 1938  | Harry Stillwell Edwards        |
| 1912 | 1858 | 1919  | William Nathaniel Harben       |
| 1912 | 1865 | 1945  | Hobart C. Chatfield-Taylor     |
| 1912 | 1839 | 1920  | James Schouler                 |
| 1912 | 1844 | 1922  | Francis Howard Williams        |
| 1913 | 1869 | 1934  | Brand Whitlock                 |
| 1913 | 1868 | 1953  | Frank Jewett Jr. Mather        |
| 1913 | 1855 | 1919  | Francis B. Gummere             |
| 1913 | 1871 | 1933  | Ashley H. Thorndike            |
| 1914 | 1880 | 1930  | Henry Sydnor Harrison          |
| 1914 | 1849 | 1917  | George Lockhard Rives          |
| 1914 | 1855 | 1942  | Edward W. Townsend             |
| 1914 | 1855 | 1937  | William J. Henderson           |
| 1915 | 1863 | 1932  | Gamaliel Bradford              |
| 1915 | 1872 | 1960  | Ellery Sedgwick                |
| 1915 | 1849 | 1922  | Charles Ranson Miller          |
| 1915 | 1856 | 1941  | Henry Osborn Taylor            |
| 1915 | 1845 | 1937  | Elihu Root                     |
| 1916 | 1866 | 1935  | George Pierce Baker            |
| 1916 | 1880 | 1950  | Ernest Poole                   |
| 1916 | 1874 | 1963  | Robert Frost                   |
| 1916 | 1871 | 1943  | Edwin Lefevre                  |
| 1918 | 1868 | 1941  | Charles Downer Hazen           |
| 1918 | 1855 | 1931  | Franklin Henry Giddings        |
| 1918 | 1860 | 1921  | James Gibbons Huneker          |
| 1918 | 1886 | 1946  | Edward Brewster Sheldon        |
| 1918 | 1847 | 1928  | William Henry Bishop           |
| 1918 | 1869 | 1950  | Edgar Lee Masters              |
| 1918 | 1865 | 1946  | Jefferson Butler Fletcher      |
| 1918 | 1878 | 1957  | Walter Prichard Eaton          |
| 1918 | 1881 | 1926  | Stuart Pratt Sherman           |
| 1918 | 1861 | 1937  | Albert Bigelow Paine           |
| 1920 | 1880 | 1954  | Joseph Hergesheimer            |
| 1920 | 1862 | 1927  | Albert J. Beveridge            |
| 1920 | 1882 | 1964  | Hermann Hagedorn               |
| 1920 | 1879 | 1931  | Nicolas Vachel Lindsay         |
| 1920 | 1850 | 1932  | David Jayne Hill               |
| 1920 | 1870 | 1946  | Ray Stannard Baker             |
| 1920 | 1879 | 1951  | John Erskine                   |
| 1920 | 1865 | 1933  | Irving Babbitt                 |
| 1920 | 1855 | 1942  | Charles Moore                  |
| 1920 | 1859 | 1950  | Irving Bacheller               |
| 1922 | 1865 | 1959  | Bernard Berenson               |
| 1922 | 1871 | 1938  | James Forbes                   |
| 1923 | 1847 | 1928  | James Bucklin Bishop           |
| 1923 | 1888 | 1953  | Eugene Gladstone O'Neill       |
| 1923 | 1871 | 1949  | Burton J. Hendrick             |
| 1923 | 1867 | 1928  | John Spencer Bassett           |
| 1923 | 1878 | 1949  | James Truslow Adams            |
| 1923 | 1874 | 1956  | Owen Davis                     |
| 1923 | 1856 | 1937  | Rollo Ogden                    |
| 1923 | 1878 | 1937  | Don Marquis                    |
| 1924 | 1884 | 1945  | Hatcher Hughes                 |
| 1924 | 1875 | 1945  | Arthur Train                   |
| 1924 | 1872 | 1947  | Albert E. Thomas               |
| 1924 | 1879 | 1947  | Julian Street                  |
| 1925 | 1886 | 1963  | Van Wyck Brooks                |
| 1925 | 1868 | 1954  | Charles Warren                 |
| 1925 | 1861 | 1931  | Edwin Anderson Alderman        |
| 1925 | 1861 | 1955  | Herbert Putnam                 |
| 1926 | 1876 | 1944  | William Ellery Leonard         |
| 1926 | 1857 | 1945  | Margaret Deland                |
| 1926 | 1862 | 1937  | Edith Wharton                  |
| 1926 | 1852 | 1930  | Mary E. Wilkins Freeman        |
| 1926 | 1882 | 1954  | Struthers Burt                 |
| 1927 | 1891 | 1939  | Sidney Howard                  |
| 1927 | 1859 | 1933  | Paul Van Dyke                  |
| 1927 | 1878 | 1941  | Arthur Goodrich                |
| 1928 | 1897 | 1975  | Thornton Wilder                |
| 1928 | 1896 | 1956  | Louis Bromfield                |
| 1928 | 1872 | 1962  | Burton E. Stevenson            |
| 1929 | 1867 | 1945  | John Livingston Lowes          |
| 1929 | 1898 | 1943  | Stephen Vincent Benet          |
| 1929 | 1892 | 1950  | Edna St. Vincent Millay        |
| 1929 | 1881 | 1952  | Austin Strong                  |
| 1929 | 1876 | 1947  | Willa Cather                   |
| 1930 | 1896 | 1949  | Philip Barry                   |
| 1930 | 1895 | 1990  | Lewis Mumford                  |
| 1930 | 1887 | 1968  | Edna Ferber                    |
| 1931 | 1873 | 1935  | Anne Douglas Sedgwick          |
| 1931 | 1871 | 1937  | Winthrop Ames                  |
| 1931 | 1879 | 1958  | Dorothy Canfield Fisher        |
| 1931 | 1876 | 1963  | Chauncey Brewster Tinker       |
| 1931 | 1878 | 1961  | Henry Seidel Canby             |
| 1932 | 1874 | 1945  | Ellen Glasgow                  |
| 1932 | 1889 | 1974  | Walter Lippmann                |
| 1933 | 1880 | 1968  | Helen Keller                   |
| 1933 | 1878 | 1958  | Rachel Crothers                |
| 1933 | 1867 | 1940  | Frederick J. E. Woodbridge     |
| 1933 | 1878 | 1967  | Carl Sandburg                  |
| 1933 | 1892 | 1982  | Archibald MacLeish             |
| 1933 | 1886 | 1950  | William Rose Benet             |
| 1933 | 1871 | 1945  | Edward Kennard Rand            |
| 1933 | 1873 | 1945  | Carl Becker                    |
| 1935 | 1885 | 1957  | Kenneth L. Roberts             |
| 1935 | 1885 | 1951  | Sinclair Lewis                 |
| 1935 | 1888 | 1959  | Maxwell Anderson               |
| 1935 | 1890 | 1980  | Marc Connelly                  |
| 1936 | 1890 | 1957  | Christopher Morley             |
| 1936 | 1892 | 1973  | Pearl S. Buck                  |
| 1936 | 1889 | 1949  | Hervey Allen                   |
| 1936 | 1894 | 1985  | Robert Nathan                  |
| 1937 | 1885 | 1940  | DuBose Heyward                 |
| 1937 | 1896 | 1955  | Robert E. Sherwood             |
| 1937 | 1876 | 1941  | Sherwood Anderson              |
| 1937 | 1893 | 1970  | Joseph Wood Krutch             |
| 1937 | 1863 | 1943  | Charles M. Andrews             |
| 1937 | 1879 | 1958  | James Branch Cabell            |
| 1937 | 1886 | 1953  | Douglas Southall Freeman       |
| 1937 | 1896 | 1970  | John Dos Passos                |
| 1937 | 1878 | 1958  | Claude G. Bowers               |
| 1937 | 1900 | 1938  | Thomas Wolfe                   |
| 1937 | 1887 | 1962  | Robinson Jeffers               |
| 1938 | 1892 | 1967  | Elmer Rice                     |
| 1938 | 1881 | 1963  | Stark Young                    |
| 1938 | 1888 | 1985  | Stuart Chase                   |
| 1938 | 1894 | 1961  | Dorothy Thompson               |
| 1938 | 1857 | 1948  | Gertrude Atherton              |
| 1938 | 1889 | 1961  | George S. Kaufman              |
| 1938 | 1882 | 1944  | Hendrik Willem Van Loon        |
| 1938 | 1890 | 1971  | Allan Nevins                   |
| 1938 | 1888 | 1944  | James Boyd                     |
| 1938 | 1884 | 1972  | Ezra Pound                     |
| 1938 | 1895 | 1961  | Robert S. Hillyer              |
| 1939 | 1887 | 1962  | William Beebe                  |
| 1939 | 1896 | 1953  | Marjorie Kinnan Rawlings       |
| 1939 | 1897 | 1962  | William Faulkner               |
| 1939 | 1902 | 1968  | John E. Steinbeck              |
| 1939 | 1874 | 1948  | Charles Austin Beard           |
| 1940 | 1894 | 1972  | Mark Van Doren                 |
| 1940 | 1893 | 1960  | John P. Marquand               |
| 1941 | 1890 | 1980  | Katherine Anne Porter          |
| 1941 | 1899 | 1975  | Vincent Sheean                 |
| 1941 | 1889 | 1973  | Conrad Aiken                   |
| 1941 | 1886 | 1941  | Elizabeth Madox Roberts        |
| 1941 | 1885 | 1977  | Louis Untermeyer               |
| 1941 | 1881 | 1966  | William McFee                  |
| 1941 | 1887 | 1954  | Leonard Bacon                  |
| 1941 | 1896 | 1954  | Irwin Edman                    |
| 1941 | 1894 | 1981  | Paul Eliot Green               |
| 1941 | 1898 | 1964  | Donald Culross Peattie         |
| 1942 | 1904 | 1979  | James T. Farrell               |
| 1942 | 1876 | 1957  | Ralph Barton Perry             |
| 1942 | 1903 | 1987  | Erskine Caldwell               |
| 1943 | 1903 | 1978  | James Gould Cozzens            |
| 1943 | 1908 | 1981  | William Saroyan                |
| 1943 | 1881 | 1973  | John G. Neihardt               |
| 1943 | 1893 | 1973  | Samuel N. Behrman              |
| 1944 | 1885 | 1950  | Carl Van Doren                 |
| 1944 | 1878 | 1968  | Upton Sinclair                 |
| 1944 | 1868 | 1963  | W. E. Burghardt DuBois         |
| 1946 | 1881 | 1960  | Franklin P. Adams              |
| 1946 | 1879 | 1955  | Wallace Stevens                |
| 1946 | 1905 | 1984  | Lillian Hellman                |
| 1946 | 1879 | 1947  | Simeon Strunsky                |
| 1946 | 1892 | 1955  | Robert P. Tristram Coffin      |
| 1947 | 1896 | 1948  | Roard Bradford                 |
| 1947 | 1887 | 1972  | Marianne Craig Moore           |
| 1947 | 1897 | 1956  | Christopher LaFarge            |
| 1947 | 1901 | 1987  | Glenway Wescott                |
| 1947 | 1873 | 1966  | William Ernest Hocking         |
| 1947 | 1882 | 1954  | Anne O'Hare McCormick          |
| 1948 | 1899 | 1978  | Matthew Josephson              |
| 1948 | 1897 | 1955  | Bernard DeVoto                 |
| 1948 | 1902 | 1950  | Francis O. Matthiessen         |
| 1948 | 1907 | 1973  | Wystan Hugh Auden              |
| 1948 | 1881 | 1972  | Padraic Colum                  |
| 1948 | 1886 | 1978  | John Hall Wheelock             |
| 1949 | 1904 | 1986  | Christopher Isherwood          |
| 1949 | 1898 | 1987  | Malcolm Cowley                 |
| 1949 | 1883 | 1966  | Alfred Kreymborg               |
| 1949 | 1894 | 1962  | E. E. Cummings                 |
| 1949 | 1883 | 1962  | Francis Hackett                |
| 1949 | 1899 | 1979  | Allen Tate                     |
| 1949 | 1886 | 1950  | John Gould Fletcher            |
| 1950 | 1902 | 1971  | Ogden Nash                     |
| 1950 | 1900 | 1969  | John Mason Brown               |
| 1950 | 1883 | 1963  | William Carlos Williams        |
| 1950 | 1895 | 1960  | Oscar II Hammerstein           |
| 1950 | 1905 | 1989  | Robert Penn Warren             |
| 1950 | 1875 | 1955  | Thomas Mann                    |
| 1950 | 1914 | 1993  | John Hersey                    |
| 1951 | 1904 | 1980  | Louis Kronenberger             |
| 1951 | 1899 | 1988  | Leonie Adams                   |
| 1951 | 1897 | 1993  | Kenneth Burke                  |
| 1951 | 1904 | 1957  | John Van Druten                |
| 1951 | 1905 | 1975  | Lionel Trilling                |
| 1952 | 1909 | 2001  | Eudora Welty                   |
| 1952 | 1911 | 1983  | Tennessee Williams             |
| 1952 | 1897 | 1970  | Louise Bogan                   |
| 1952 | 1900 | 1963  | Newton Arvin                   |
| 1952 | 1889 | 1967  | Waldo Frank                    |
| 1952 | 1917 | 1967  | Carson McCullers               |
| 1952 | 1902 | 1998  | Henry Steele Commager          |
| 1952 | 1907 | 2012  | Jacques Barzun                 |
| 1953 | 1892 | 1971  | Reinhold Niebuhr               |
| 1953 | 1907 | 1964  | Rachel Carson                  |
| 1953 | 1891 | 1955  | Marquis James                  |
| 1953 | 1877 | 1957  | Mary M. Colum                  |
| 1953 | 1894 | 1969  | Rolfe Humphries                |
| 1954 | 1917 | 1977  | Robert Lowell                  |
| 1954 | 1911 | 1979  | Elizabeth Bishop               |
| 1955 | 1904 | 1964  | Hamilton Basso                 |
| 1955 | 1905 | 1978  | Phyllis McGinley               |
| 1955 | 1901 | 1978  | Margaret Mead                  |
| 1955 | 1899 | 1978  | Bruce Catton                   |
| 1955 | 1898 | 1968  | Crane Brinton                  |
| 1955 | 1867 | 1963  | Edith Hamilton                 |
| 1956 | 1896 | 1960  | H. L. Davis                    |
| 1956 | 1900 | 1967  | Yvor Winters                   |
| 1956 | 1908 | 1963  | Theodore Roethke               |
| 1956 | 1904 | 1965  | Richard P. Blackmur            |
| 1956 | 1903 | 1995  | Paul Horgan                    |
| 1957 | 1921 | 2017  | Richard Wilbur                 |
| 1957 | 1901 | 1963  | Oliver LaFarge                 |
| 1957 | 1903 | 1969  | Dudley Fitts                   |
| 1957 | 1891 | 1980  | Henry Miller                   |
| 1957 | 1905 | 1970  | John O'Hara                    |
| 1957 | 1916 | 1986  | John Ciardi                    |
| 1957 | 1912 | 1982  | John Cheever                   |
| 1957 | 1909 | 1994  | Marchette Chute                |
| 1958 | 1904 | 1979  | S. J. Perelman                 |
| 1958 | 1880 | 1959  | Albert L. Guerard              |
| 1958 | 1915 | 2005  | Saul Bellow                    |
| 1958 | 1895 | 1982  | Babette Deutsch                |
| 1958 | 1897 | 1973  | Robert M. Coates               |
| 1958 | 1915 | 2005  | Arthur Miller                  |
| 1959 | 1913 | 2000  | Karl Shapiro                   |
| 1959 | 1892 | 1982  | Djuna Barnes                   |
| 1959 | 1892 | 1978  | Janet Flanner                  |
| 1959 | 1885 | 1981  | Will Durant                    |
| 1959 | 1893 | 1967  | Dorothy Parker                 |
| 1960 | 1912 | 1989  | Mary McCarthy                  |
| 1960 | 1920 | 1991  | Howard Nemerov                 |
| 1960 | 1912 | 1994  | Harry Levin                    |
| 1960 | 1904 | 2005  | Richard Eberhart               |
| 1960 | 1914 | 1965  | Randall Jarrell                |
| 1961 | 1902 | 1967  | Langston Hughes                |
| 1961 | 1890 | 1968  | Conrad Richter                 |
| 1961 | 1880 | 1963  | Carl Van Vechten               |
| 1961 | 1917 | 2007  | Arthur jr. Schlesinger         |
| 1962 | 1907 | 1977  | Mark Schorer                   |
| 1962 | 1881 | 1968  | Witter Bynner                  |
| 1962 | 1910 | 1985  | Robert Fitzgerald              |
| 1962 | 1904 | 2005  | George F. Kennan               |
| 1962 | 1904 | 1986  | Francis Fergusson              |
| 1962 | 1899 | 1985  | Elwyn Brooks White             |
| 1963 | 1887 | 1976  | Samuel Eliot Morison           |
| 1963 | 1908 | 2000  | William Maxwell                |
| 1963 | 1905 | 2006  | Stanley Kunitz                 |
| 1963 | 1892 | 1970  | Gilbert Seldes                 |
| 1963 | 1897 | 1973  | Catherine Drinker Bowen        |
| 1964 | 1914 | 1994  | Ralph Ellison                  |
| 1964 | 1906 | 1975  | Hannah Arendt                  |
| 1964 | 1898 | 1982  | Horace Gregory                 |
| 1964 | 1932 | 2009  | John Updike                    |
| 1964 | 1924 | 1984  | Truman Capote                  |
| 1964 | 1914 | 1986  | Bernard Malamud                |
| 1964 | 1907 | 1997  | Leon Edel                      |
| 1964 | 1924 | 1987  | James Baldwin                  |
| 1965 | 1904 | 1991  | Isaac Bashevis Singer          |
| 1965 | 1915 | 1998  | Alfred Kazin                   |
| 1965 | 1888 | 1974  | John Crowe Ransom              |
| 1965 | 1906 | 1984  | Richmond Lattimore             |
| 1965 | 1914 | 1972  | John Berryman                  |
| 1965 | 1917 | 2010  | Louis Auchincloss              |
| 1966 | 1908 | 2006  | John Kenneth Galbraith         |
| 1966 | 1925 | 2006  | William Styron                 |
| 1966 | 1906 | 1994  | Francis Steegmuller            |
| 1966 | 1928 | 2016  | Edward Albee                   |
| 1967 | 1923 | 2007  | Norman Mailer                  |
| 1967 | 1913 | 1980  | Muriel Rukeyser                |
| 1968 | 1900 | 1977  | Edward Dahlberg                |
| 1968 | 1902 | 1992  | Kay Boyle                      |
| 1968 | 1918 | 1999  | J. F. Powers                   |
| 1968 | 1919 | 2007  | William Meredith               |
| 1968 | 1912 | 1989  | Barbara W. Tuchman             |
| 1968 | 1914 | 1996  | Eleanor Clark                  |
| 1969 | 1917 | 1994  | Peter Taylor                   |
| 1969 | 1909 | 1993  | Wallace Stegner                |
| 1969 | 1905 | 1982  | Kenneth Rexroth                |
| 1969 | 1910 | 1993  | Peter DeVries                  |
| 1970 | 1933 | 2018  | Philip Roth                    |
| 1970 | 1908 | 1996  | Joseph Mitchell                |
| 1970 | 1923 | 2004  | Anthony Hecht                  |
| 1970 | 1915 | 1979  | Jean Stafford                  |
| 1970 | 1906 | 1994  | Cleanth Brooks                 |
| 1970 | 1913 | 1989  | May Swenson                    |
| 1970 | 1908 | 1999  | C. Vann Woodward               |
| 1970 | 1906 | 1982  | Dwight Macdonald               |
| 1970 | 1910 | 1998  | Wright Morris                  |
| 1971 | 1922 | 1987  | Howard Moss                    |
| 1971 | 1926 | 1995  | James Merrill                  |
| 1971 | 1907 | 1977  | Loren Eiseley                  |
| 1971 | 1918 | 1987  | Richard Ellmann                |
| 1972 | 1927 | 2019  | W.S. Merwin (poesía)           |
| 1972 | 1926 | 2009  | W. D. Snodgrass                |
| 1972 | 1923 | 1997  | James Dickey                   |
| 1972 | 1916 | 1990  | Walker Percy                   |
| 1972 | 1901 | 1998  | Julian Green                   |
| 1972 | 1908 | 1993  | Harrison E. Salisbury          |
| 1973 | 1904 | 1987  | Joseph Campbell                |
| 1973 | 1893 | 1973  | Morris Bishop                  |
| 1973 | 1926 | 1997  | Allen Ginsberg                 |
| 1973 | 1922 | 2007  | Kurt Vonnegut                  |
| 1974 | 1903 | 1977  | Anaïs Nin                      |
| 1974 | 1927 | 1980  | James A. Wright                |
| 1974 | 1930 |       | John Barth                     |
| 1974 | 1927 | 2014  | Peter Matthiessen              |
| 1975 | 1901 | 1995  | Edgar Johnson                  |
| 1975 | 1899 | 1986  | Austin Warren                  |
| 1975 | 1918 | 2015  | William Jay Smith              |
| 1976 | 1917 | 2000  | Gwendolyn Brooks               |
| 1976 | 1904 | 1996  | Meyer Schapiro                 |
| 1976 | 1908 | 2003  | James Thomas Flexner           |
| 1977 | 1911 | 2009  | Hortense Calisher              |
| 1977 | 1921 | 2013  | Ada Louise Huxtable            |
| 1977 | 1923 | 1999  | Joseph Heller                  |
| 1977 | 1916 | 2007  | Elizabeth Hardwick             |
| 1978 | 1916 | 1998  | John Malcolm Brinnin           |
| 1978 | 1931 | 1989  | Donald Barthelme               |
| 1978 | 1938 |       | Joyce Carol Oates              |
| 1979 | 1929 | 2013  | John Hollander                 |
| 1979 | 1933 | 2004  | Susan Sontag                   |
| 1979 | 1940 | 1996  | Joseph Brodsky                 |
| 1979 | 1913 | 1980  | Robert Hayden                  |
| 1979 | 1920 | 1993  | Irving Howe                    |
| 1979 | 1901 | 1982  | René Jules Dubos               |
| 1980 | 1927 | 2017  | John Ashbery                   |
| 1980 | 1927 | 2014  | Galway Kinnell (poesía)        |
| 1980 | 1925 | 1997  | Denise Levertov                |
| 1980 | 1911 | 1985  | Josephine Miles                |
| 1980 | 1922 | 2007  | Grace Paley                    |
| 1980 | 1925 | 1998  | John Hawkes                    |
| 1981 | 1931 | 2019  | Toni Morrison                  |
| 1981 | 1934 | 2014  | Mark Strand                    |
| 1981 | 1934 | 2021  | Joan Didion                    |
| 1981 | 1909 | 1981  | Nelson Algren                  |
| 1981 | 1910 | 1999  | Paul Bowles                    |
| 1982 | 1930 | 1995  | Stanley Elkin                  |
| 1982 | 1917 | 2002  | R. W. B. Lewis                 |
| 1982 | 1903 | 1987  | Marguerite Yourcenar           |
| 1982 | 1911 | 2004  | Czesław Miłosz                 |
| 1982 | 1931 | 2016  | Shirley Hazzard                |
| 1982 | 1932 |       | Edward Hoagland                |
| 1983 | 1929 |       | Richard Howard                 |
| 1983 | 1924 | 2017  | William H. Gass                |
| 1983 | 1941 |       | Anne Tyler                     |
| 1983 | 1921 | 2004  | Mona Van Duyn                  |
| 1983 | 1914 | 1997  | William S. Burroughs           |
| 1984 | 1922 | 1998  | William Gaddis                 |
| 1984 | 1913 | 1993  | Lewis Thomas                   |
| 1984 | 1925 | 2019  | Russell Baker                  |
| 1984 | 1931 | 2015  | E. L. Doctorow                 |
| 1984 | 1941 |       | Paul Theroux                   |
| 1985 | 1921 | 2019  | Elizabeth Spencer              |
| 1985 | 1925 | 2014  | Justin Kaplan                  |
| 1986 | 1925 | 2007  | Art Buchwald                   |
| 1986 | 1922 | 2019  | Donald Keene                   |
| 1986 | 1943 | 2017  | Sam Shepard (poesía)           |
| 1987 | 1926 | 2021  | Robert Bly                     |
| 1987 | 1932 |       | Robert Coover                  |
| 1987 | 1938 |       | Renata Adler                   |
| 1987 | 1930 |       | Gary Snyder                    |
| 1987 | 1920 | 1994  | Amy Clampitt                   |
| 1987 | 1926 | 2005  | Robert Creeley                 |
| 1987 | 1905 | 1997  | Emily Hahn                     |
| 1988 | 1917 | 2003  | Leslie Fiedler                 |
| 1988 | 1938 | 1988  | Raymond Carver                 |
| 1988 | 1924 | 2013  | Evan S. Connell                |
| 1988 | 1933 | 2011  | Reynolds Price                 |
| 1988 | 1931 |       | John McPhee                    |
| 1988 | 1928 |       | Cynthia Ozick                  |
| 1989 | 1926 | 2020  | Alison Lurie                   |
| 1989 | 1936 |       | Don DeLillo                    |
| 1989 | 1938 |       | John Guare                     |
| 1989 | 1923 | 2015  | Peter Gay                      |
| 1989 | 1928 |       | Donald Hall (poesía)           |
| 1990 | 1926 | 2001  | A. R. Ammons                   |
| 1990 | 1916 | 2020  | Eric Bentley                   |
| 1990 | 1930 | 2019  | Harold Bloom                   |
| 1991 | 1908 | 1992  | M. F. K. Fisher                |
| 1992 | 1926 | 2004  | Donald Justice                 |
| 1992 | 1947 |       | Ann Beattie                    |
| 1992 | 1923 | 2013  | William Weaver                 |
| 1992 | 1930 | 2019  | Francine du Plessix Gray       |
| 1993 | 1933 |       | Helen Hennessy Vendler         |
| 1993 | 1928 |       | William Kennedy                |
| 1994 | 1908 | 2003  | Josephine Jacobsen             |
| 1994 | 1916 | 2005  | Shelby Foote                   |
| 1994 | 1947 |       | David Mamet                    |
| 1994 | 1937 |       | Robert Stone                   |
| 1995 | 1934 |       | Garry Wills                    |
| 1995 | 1935 |       | Charles Wright                 |
| 1995 | 1929 |       | Jules Feiffer                  |
| 1995 | 1938 |       | Charles Simic                  |
| 1995 | 1914 | 1997  | James Laughlin                 |
| 1995 | 1945 | 2005  | August Wilson                  |
| 1995 | 1918 | 1997  | Murray Kempton                 |
| 1995 | 1914 | 1997  | Brendan Gill                   |
| 1996 | 1925 | 2002  | Kenneth Koch                   |
| 1996 | 1919 | 2008  | John Russell                   |
| 1996 | 1943 | 2023  | Louise Glück (poesía)          |
| 1996 | 1928 | 2016  | Elie Wiesel                    |
| 1996 | 1940 |       | Edmund White                   |
| 1996 | 1933 | 2015  | Oliver Sacks                   |
| 1997 | 1912 | 2016  | Daniel Aaron                   |
| 1997 | 1916 | 2013  | Albert Murray                  |
| 1997 | 1912 | 2008  | Studs Terkel                   |
| 1997 | 1928 | 2015  | Philip Levine (poesía)         |
| 1997 | 1912 | 2008  | Studs Terkel                   |
| 1998 | 1933 | 2008  | Robert Fagles                  |
| 1998 | 1954 |       | Louise Erdrich                 |
| 1998 | 1916 | 2009  | Horton Foote (teatro)          |
| 1998 | 1944 |       | Richard Ford                   |
| 1998 | 1933 |       | Ernest J. Gaines               |
| 1998 | 1933 | 2008  | Robert Fagles (poesía)         |
| 1999 | 1927 |       | Robert Brustein                |
| 1999 | 1925 | 2012  | Gore Vidal                     |
| 1999 | 1931 | 2018  | Tom Wolfe                      |
| 1999 | 1940 |       | Robert Pinsky                  |
| 1999 | 1925 | 2009  | Richard Poirier                |
| 1999 | 1945 |       | Annie Dillard                  |
| 1999 | 1950 |       | Henry Louis Gates, Jr.         |
| 1999 | 1934 |       | Diane Johnson                  |
| 1999 | 1945 |       | J. D. McClatchy                |
| 2000 | 1925 | 2015  | James Salter                   |
| 2001 | 1942 |       | Garrison Keillor               |
| 2001 | 1949 |       | Jane Smiley                    |
| 2001 | 1942 |       | John Irving                    |
| 2001 | 1934 | 2021  | Janet Malcolm                  |
| 2001 | 1934 | 2014  | Amiri Baraka (poesía)          |
| 2001 | 1912 | 2015  | M.H. Abrams                    |
| 2002 | 1927 | 2003  | George Plimpton                |
| 2002 | 1935 | 2003  | Edward Said                    |
| 2002 | 1930 | 2011  | Romulus Linney                 |
| 2002 | 1941 |       | Robert Hass                    |
| 2003 | 1919 | 2021  | Lawrence Ferlinghetti          |
| 2003 | 1936 |       | C. K. Williams                 |
| 2004 | 1923 | 2017  | Paula Fox                      |
| 2004 | 1937 |       | Lanford Wilson                 |
| 2004 | 1943 |       | James Tate                     |
| 2004 | 1942 |       | Isabel Allende                 |
| 2004 | 1949 |       | Jamaica Kincaid                |
| 2005 | 1956 |       | Tony Kushner                   |
| 2005 | 1953 |       | Rosanna Warren                 |
| 2005 | 1967 | 2009  | Craig Arnold                   |
| 2006 | 1943 |       | Wallace Shawn (poesía)         |
| 2006 | 1947 |       | Paul Auster                    |
| 2006 | 1939 |       | Frank Bidart                   |
| 2006 | 1930 | 2017  | A. R. Gurney                   |
| 2006 | 1957 |       | Lorrie Moore                   |
| 2006 | 1933 |       | David McCullough               |
| 2007 | 1935 |       | Annie Proulx                   |
| 2007 | 1949 |       | Mary Gordon                    |
| 2007 | 1947 |       | Allan Gurganus                 |
| 2007 | 1937 |       | Jim Harrison                   |
| 2007 | 1926 | 2016  | Harper Lee                     |
| 2007 | 1945 |       | Deborah Eisenberg              |
| 2008 | 1943 |       | Stephen Greenblatt             |
| 2008 | 1954 |       | Kwame Anthony Appiah           |
| 2008 | 1935 |       | Robert A. Caro                 |
| 2008 | 1951 |       | Paul Muldoon (poesía)          |
| 2008 | 1935 |       | Calvin Trillin                 |
| 2008 | 1944 |       | Joy Williams                   |
| 2009 | 1948 |       | T. Coraghessan Boyle           |
| 2009 | 1950 |       | Jorie Graham (poesía)          |
| 2009 | 1947 |       | Yusef Komunyakaa (poesía)      |
| 2010 | 1939 |       | Thomas McGuane                 |
| 2010 | 1957 |       | Richard Powers                 |
| 2010 | 1947 |       | Francine Prose                 |
| 2010 | 1943 |       | Marilynne Robinson             |
| 2011 | 1933 |       | Louis Begley                   |
| 2011 | 1952 |       | Rita Dove                      |
| 2011 | 1952 |       | Michael Cunningham             |
| 2012 | 1959 |       | Jonathan Franzen               |
| 2012 | 1963 |       | Michael Chabon                 |
| 2012 | 1967 |       | Jhumpa Lahiri                  |
| 2013 | 1935 | 2019  | Ward Just                      |
| 2014 | 1956 |       | Ha Jin                         |
| 2014 | 1949 | 2017  | Denis Johnson                  |
| 2014 | 1945 |       | Tobias Wolff                   |
| 2014 | 1934 |       | Wendell Berry                  |
| 2015 | 1966 |       | Sherman Alexie                 |
| 2015 | 1920 |       | Roger Angell (ensayo)          |
| 2015 | 1970 |       | Dave Eggers                    |
| 2015 | 1942 |       | Sharon Olds                    |
| 2015 | 1948 |       | Art Spiegelman                 |
| 2016 | 1943 |       | Peter Carey                    |
| 2016 | 1941 |       | Billy Collins                  |
| 2016 | 1938 |       | Jane Kramer (periodista(       |
| 2016 | 1958 |       | David Remnick                  |
| 2016 | 1941 |       | John Edgar Wideman             |
| 2017 | 1956 |       | Henri Cole (poesía)            |
| 2017 | 1968 |       | Junot Díaz                     |
| 2017 | 1951 |       | Amy Hempel                     |
| 2017 | 1950 |       | Edward Hirsch (poesía)         |
| 2017 | 1965 |       | Colum McCann                   |
| 2017 | 1963 |       | Ann Patchett                   |
| 2017 | 1945 |       | Kay Ryan                       |
| 2018 | 1949 |       | Ron Chernow                    |
| 2018 | 1960 |       | Jeffrey Eugenides              |
| 2018 | 1940 |       | Maxine Hong Kingston           |
| 2018 | 1964 |       | Lynn Nottage (teatro)          |
| 2018 | 1952 |       | Jayne Anne Philips             |
| 2018 | 1958 |       | George Saunders                |
| 2019 | 1951 |       | Ian Frazier                    |
| 2019 | 1951 |       | Edward P. Jones                |
| 2019 | 1963 |       | Suzan-Lori Parks (teatro)      |
| 2019 | 1963 |       | Claudia Rankine                |
| 2019 | 1961 |       | Stacy Schiff                   |
| 2019 | 1935 |       | Grace Schulman (poesía)        |
| 2019 |      |       | David Sedaris                  |
| 2019 | 1966 |       | Natasha Trethewey (poesía)     |
| 2019 | 1955 |       | Terry Tempest Williams         |
| 2020 | 1969 |       | Edwidge Danticat               |
| 2020 | 1954 |       | Mary Gaitskill                 |
| 2020 | 1945 | 2020  | Barry Lopez                    |
| 2020 | 1957 |       | Mona Simpson                   |
| 2020 | 1969 |       | Colson Whitehead               |
| 2021 | 1961 |       | Hilton Als                     |
| 2021 | 1975 |       | Ta-Nehisi Coates               |
| 2021 | 1951 |       | Joy Harjo (poesía)             |
| 2021 | 1955 |       | Barbara Kingsolver             |
| 2021 | 1961 |       | Elizabeth Kolbert (periodista) |
| 2021 | 1951 |       | Sigrid Nunez                   |
| 2021 | 1958 |       | Caryl Phillips                 |
| 2021 | 1948 |       | Leslie Marmon Silko            |
| 2021 | 1972 |       | Tracy K. Smith (poesía)        |
| 2021 | 1970 |       | Kevin Young (poesía)           |

## Premios
La Academia concede numerosos premios, becas y galardones, cuyos beneficiarios son elegidos por los comités compuestos por miembros de la academia. Los candidatos a todas las concesiones deben ser nominados por los miembros de Academia, salvo las ayudas Richard Rodgers, para las cuales se pueden proponer candidatos.
| Año     | Modalidad           | Premio                                                                                          | Descripción | Frecuencia       | Cuantía |
| ------- | ------------------- | ----------------------------------------------------------------------------------------------- | --- | ---------------- | ------- |
| 1941    | Artes               | Academy Award of the American Academy of Arts and Letters                                       | Awards to encourage creative work in the arts. Academy Awards are given: five to artists, eight to writers, four to composers, and three to architects. | Anual            | $7.500  |
| 1965    | Música              | Marc Blitzstein Award                                                                           | The award is given periodically to a composer, lyricist, or librettist, "to encourage the creation of works of merit for musical theater and opera". | Periódico        | $5.000  |
|         | Literatura          | Michael Braude Award for Light Verse                                                            | "for light verse written in English regardless of the country of origin of the writer". | Bienal           | $5.000  |
|         | Arquitectura        | Arnold W. Brunner Memorial Prize                                                                | to an architect of any nationality who has "made a contribution to architecture as an art". | Anual            | $5.000  |
|         | Artes               | Benjamin H. Danks Award                                                                         | In rotation to a composer of ensemble works, a playwright, and a writer (fiction, non-fiction, poetry). Since 2002 the Academy has administered the prize established by Roy Lyndon Danks in honor of his father, Benjamin Hadley Danks. |                  | $20.000 |
|         | Artes               | Award for Distinguished Service to the Arts                                                     | The award, a certificate, and $1,000 goes to a United States resident who has "rendered notable service to the arts". | Anual            | $1.000  |
|         | Pintura - escultura | Jimmy Ernst Award                                                                               | to a painter or sculptor "whose lifetime contribution to his or her vision has been both consistent and dedicated". |                  | $5.000  |
|         | Literatura          | E.M. Forster Award                                                                              | E.M. Forster, a foreign honorary member of the Academy, bequeathed the U.S. royalties of his posthumous novel Maurice to Christopher Isherwood, who transferred them to the Academy to establish this $15,000 award, which is given to a young English writer for an extended visit to the United States. |                  | $15.000 |
|         | Artes               | American Academy of Arts and Letters Gold Medals                                                | The Gold Medals for distinguished achievement in two categories in rotation: - Belles Lettres and Criticism, and Painting; - Biography and Music; - Fiction and Sculpture; - History and Architecture, including Landscape Architecture; - Poetry and Music; - Drama and Graphic Art. The Gold Medal is given for the entire work of the recipient.                                                                | Anual            |         |
|         | Música              | Walter Hinrichsen Award                                                                         | for the publication of "a work by a mid-career American composer." |                  |         |
| 1925    | Literatura          | William Dean Howells Medal                                                                      | in recognition of the most distinguished American novel published during that period. |                  |         |
|         | Música              | The Charles Ives Awards                                                                         | Six scholarships of $7500 and two fellowships of $15,000 are now given annually to young composers. In 1998, the Academy established the Charles Ives Living, an award of $75,000 a year for a period of three years given to an American composer. The award's purpose is to free "a promising talent from the need to devote his or her time to any employment other than music composition" during that period. | Anual            | $15.000 |
|         | Literatura          | Sue Kaufman Prize for First Fiction                                                             | The $2,500 prize is given for the best published first novel or collection of short stories in the preceding year. | Anual            | $2.500  |
|         | Música              | Wladimir and Rhoda Lakond Award                                                                 | "given either to a composition student or an experienced composer". | Anual            | $5.000  |
|         | Música              | Goddard Lieberson Fellowships                                                                   | Two Goddard Lieberson Fellowships of $15,000 are given annually to young composers of extraordinary gifts. The CBS Foundation endowed the fellowships in memory of the late president of CBS Records. | Anual            | $15.000 |
|         | Artes               | American Academy of Arts and Letters Award of Merit                                             | The Award of Merit, a medal and $10,000, is given, in rotation, to an outstanding person in America representing one of the following arts: Painting, the Short Story, Sculpture, the Novel, Poetry, and Drama. | Anual            | $10.000 |
| 1986    | Literatura y artes  | Metcalf Awards (Willard L. Metcalf Award in Art and the Addison M. Metcalf Award in Literature) | In 1986, the Academy received a bequest from Addison M. Metcalf, son of the late member Willard L. Metcalf, for two awards to honor young writers and artists of great promise. | Bienal           | $10.000 |
|         | Literatura          | Katherine Anne Porter Award                                                                     | to a prose writer who has demonstrated achievements and dedication to the literary profession. | Bienal           | $20.000 |
| 1998    | Poesía              | Arthur Rense Prize                                                                              | In 1998, the $20,000 award was established to honor "an exceptional poet" once every third year. | 3 años           | $20.000 |
|         | Teatro              | Richard Rodgers Awards for Musical Theater                                                      | These awards subsidize full productions, studio productions, and staged readings of musicals put on by nonprofit theaters in New York City. The plays are by composers and writers not already established in this field. These are the only awards for which the Academy accepts applications. |                  |         |
|         | Literatura          | Rome Fellowship in Literature                                                                   | Every year the Academy selects and partly subsidizes two young writers for a one-year residence at the American Academy in Rome. | Anual            | -       |
| 1956,59 | Literatura, pintura | Richard and Hinda Rosenthal Foundation Awards                                                   | Each of these two awards are for $5,000. The first, established in 1956, is for a fiction work of "considerable literary achievement" published in the previous year. The second, created in 1959, is for a young painter "who has not yet been accorded due recognition". | Anual            | $5.000  |
|         | Literatura          | Medal for Spoken Language                                                                       | This medal, awarded from time to time, recognizes individuals who set a standard of excellence in the use of spoken language. | Sin periodicidad | -       |
|         | Literatura          | The Mildred and Harold Strauss Livings                                                          | These Livings provide an annual stipend of $50,000 a year for five years, awarded to two writers of English prose literature to enable them to devote their time exclusively to writing. | 5 años           | $50.000 |
|         | Literatura          | Harold D. Vursell Memorial Award                                                                | a writer of "recent prose that merits recognition for the quality of its style". | Anual            | $10.000 |
|         | Literatura          | Morton Dauwen Zabel Award                                                                       | This award is given in rotation to a poet, writer of fiction, or critic, "of progressive, original, and experimental tendencies". | Bienal           | $10.000 |